# История судоходства в Индийском океане
История судоходства в Индийском океане охватывает период в несколько тысячелетий. Первоначально примитивные суда плавали во внутренних морях «Колыбели цивилизации», таких как Красное море и Персидский залив. Уже в 3-м тысячелетии до н. э. шумеры активно ходили под парусом из Месопотамии в гавани Хараппской цивилизации, а древние египтяне спускались на юг к Пунту. Со временем моряки усовершенствовали как свои суда, так и свои навыки в морской навигации, начав от каботажа переходить к выходам в открытое море. На рубеже нашей эры в портах Индостана уже сходились пути купцов и паломников, следовавших через Аравийское море и Бенгальский залив.
Распространение буддизма подстегнуло морскую торговлю между Южной и Восточной Азией. Позже мусульманские торговцы из Аравии и Индии стали активно осваивать порты Юго-Восточной Азии, а китайские мореплаватели прошли Малаккский пролив и открыли для себя просторы Индийского океана. Постепенно значительная часть торговли между Танским Китаем и Дар аль-исламом переместилась с сухопутного Шёлкового пути через Центральную Азию на морской путь через Малаккский пролив и Персидский залив. Особенно от этого выиграли такие транзитные приморские государства, как Шривиджая и Чола. В конце XV века португальцы обогнули Южную Африку и стали активно осваивать муссоные моря, положив начало колониальным захватам в Индийском океане.
Несмотря на противодействие Османской империи и некоторых других мусульманских государств, португальцам всё же удалось закрепиться в Индийском океане и долгое время удерживать свои крепости в ключевых портах от Восточной Африки до Юго-Восточной Азии. В первой половине XVI века Португалия сохраняла гегемонию на торговлю между Азией и Европой, хотя и не смогла полностью блокировать торговые маршруты пряностей через Персидский залив и Красное море.
Экспансия португальцев, а за ними и других европейцев в Азию и Восточную Африку положила начало эпохе, когда впервые в авангарде глобальных перемен оказались державы Западной Европы. И хотя первенство на море принадлежало то одной, то другой европейской стране, в целом контроль над мореходством вплоть до конца XIX века сохраняли европейцы. Постепенно колониями и факториями в Индийском океане обзавелись все ведущие морские державы Европы.
Если на XVIII век пришёлся пик мирового господства парусников, то с середины XIX века их стали постепенно теснить более быстрые и вместительные пароходы. После появления в 1950-х годах больших пассажирских самолётов дальние морские путешествия через Индийский океан заметно сократились, однако с развитием глобализации возросла роль грузовых перевозок, особенно сырой нефти и контейнеров. С наступлением в 1960-х годах эпохи супертанкеров и контейнеровозов увеличились морские перевозки нефти из Персидского залива в Европу и на Дальний Восток, а также перевозки контейнеров из Тихого в Индийский океан. В области морских круизов Индийский океан сильно уступает таким регионам, как Средиземное, Карибское и Балтийское моря.

## Доисторическая эпоха
Первобытные люди издревле использовали плавучие средства для рыбной ловли, охоты на птиц и пересечения водных преград. Путь по воде нередко был проще, быстрее и безопаснее, чем путешествие по суше, где угрозу представляли и особенности ландшафта, и дикие звери, и прибрежные племена. Однако и мореходство таило в себе массу угроз — от погоды и течений до вероятности оказаться в открытом море или среди врагов. Несчастные случаи и чрезвычайные ситуации вынуждали моряков вырабатывать способы их обойти: строить более манёвренные суда, запоминать береговые ориентиры и особенности звёздного неба, изучать течения, приливы и ветры, а также поведение птиц, рыб и млекопитающих. По-видимому, уже в период ранних миграций люди использовали плоты для ловли моллюсков на мелководье и продвижения вдоль побережья. Как правило, в долине Нила, Месопотамии и долине Инда плоты изготавливали из связанных вместе стеблей папируса, камыша или тростника. Скорее всего, мореходы плейстоцена управляли плотами с помощью шестов и вёсел.
В течение последнего Ледникового периода уровень морей был значительно ниже и люди мигрировали по большим участкам суши. К примеру, около 50 тыс. лет назад они попали из Сундаланда в Сахул, однако примерно в 6-м тысячелетии до н. э. уровень моря повысился и береговая линия приобрела современную конфигурацию. Для преодоления рек и проливов изначально использовались брёвна или плоты, а примерно 20 тыс. лет назад появились каменные орудия для изготовления первых долблёных лодок. Плоты трансформировались в катамараны различных типов и более манёвренные асимметричные каноэ, в которых один из корпусов был больше второго. Примерно 7 тыс. лет назад на территории Месопотамии появились первые известные историкам паруса.
Древние моряки плавали преимущественно по рекам, вдоль морского побережья, стараясь не терять сушу из вида, или между островами, расположенными в пределах прямой видимости. Со временем расстояния возрастали и плавсредства стали преодолевать участки моря, на которых на горизонте не было видно суши. Предметами торгового обмена между первобытными мореходами служили раковины моллюсков, бивни, шкуры, вулканическое стекло, рыболовные снасти и кокосовые орехи. С появлением в Месопотамии, Египте и Индии медных орудий более надёжные и долговечные деревянные лодки стали повсеместно вытеснять плоты.

## Месопотамия и Персидский залив
Месопотамия располагается на одном из самых важных культурных и торговых перекрёстков мира. В бронзовом веке сюда стекались пути не только из Аравии, Персии, Кавказа и Леванта, но и из Малой Азии, Египта и даже Индии. По морю в Шумер шли суда из Персидского и Оманского заливов, Аравийского и Красного морей, а по Тигру и Евфрату — с Анатолийского плоскогорья. Междуречье служило связующим звеном между Персидским заливом и Средиземноморьем. Вдоль сухопутных, речных и морских путей жители Месопотамии распространяли главные достижения своей цивилизации — письменность и урбанизацию.
Самое раннее изображение судна с мачтой было найдено в Кувейте на глиняном диске, датированном 6-м тысячелетием до н. э.. Двуногая мачта в виде буквы «А» позволяла распределить давление на тростниковый корпус и не давала продавить дно лодки. Использовать паруса в Месопотамии было непросто: течение Тигра и Евфрата довольно быстрое, реки имеют много порогов и мелей. К тому же, здесь преобладают северные ветра и подниматься против течения сложно.
Древнейшими судами Месопотамии были лёгкие лодки из тростника и шкур, позволявшие без труда преодолевать мелководья и небольшие пороги. Широко использовались также большие плоты, которые держались на воде с помощью надутых шкур или закупоренных глиняных сосудов, но они были недолговечными. Нередко такие плоты моряки не тащили обратно вверх по течению, а продавали вместе с грузом и поплавками в пункте разгрузки. Простейшие суда, как круглая куффа, активно применялись на Тигре, Евфрате и Шатт-эль-Арабе вплоть до середины XX века.
Куффу делали из тростника в форме большой корзины. Её корпус укрепляли деревянными рёбрами, а затем покрывали битумом или асфальтом (также для большей водонепроницаемости использовали растительное масло и акулий жир). Большие куффы могли перевозить до трёх человек с конями, то есть около 5 тонн груза. Суда на каналах управлялись деревянными шестами до 6 метров длиной, на реках и в Персидском заливе моряки использовали вёсла.
К концу 4-го тысячелетия до н. э. шумеры, по-видимому, обогнали египтян во многих сферах технического развития. Для постройки оросительных и судоходных каналов шумерам требовалась сложная социальная структура. Использование каналов и управление ими вело к развитию законодательства и письменности. Важную роль в шумерском пантеоне играли боги, связанные с реками и каналами — Энки и Эннуги. Согласно шумерской мифологии, древнейшими портами, существовавшими ещё до Всемирного потопа, были Сиппар, Шуруппак и Эриду на Евфрате, Ларак на Тигре и Бад-тибира на одном из каналов.
По Персидскому заливу жители Месопотамии плавали примерно с 5-го тысячелетия до н. э., но до начала 3-го тысячелетия до н. э. их торговые и культурные связи больше ориентировались на Анатолию, Левант и Египет, чем на юго-восток. Через залив к шумерам поступали металлы (прежде всего медь), шерсть, древесина и другие строительные материалы (в том числе диорит, использовавшийся для изготовления статуй и стел). Одной из стоянок на пути к Ормузскому проливу служил остров Дильмун (вероятнее всего, современный Бахрейн, согласно другой версии — Файлака), где моряки пополняли запасы пресной воды, рыбы и фиников. Со временем правители и купцы Дильмуна стали важными посредниками в торговле между Месопотамией и портами Индийского океана.
Некоторые водные традиции Месопотамии можно почерпнуть из легенды о рождении Саргона и из эпоса о Гильгамеше. В правление Саргона началось оживление внешней торговли между Месопотамией и другими землями, в Аккад приходили торговые суда из Дильмуна, Магана (возможно, земли нынешних ОАЭ или Омана) и Мелуххи (вероятно, побережье нынешнего Пакистана и Гуджарата). Торговые связи цивилизации долины Инда по суше простирались до Средней Азии и Персии, а по морю — до Персидского залива. Индийские мореходы везли из Лотхала, Дхолавиры и Суткаген-Дора в Месопотамию ценные сорта древесины, лазурит, сердолик, изделия из олова, меди и морских раковин (в том числе наконечники для стрел), ювелирные изделия из халцедона, яшмы и кремня.
Важное значение для внешней торговли Месопотамии имели порты Магана и Южного Ирана, разбросанные по обоим берегам Ормузского пролива. Отсюда в Аккад через Дильмун везли древесину, медь и диорит. Ближайшие преемники Саргона предпринимали несколько военных походов, организованных с целью завоевать или разграбить богатые прибрежные города Магана.
В результате археологических раскопок, проводившихся в районе мыса Эль-Хадд, были обнаружены остатки древней верфи и судов, датированные 2500—2200 годами до н. э. (пластины битума с отпечатками тростника, связанные между собой деревянные доски). Корпуса маганских лодок формировали из связок тростника, которые накрывали тростниковыми циновками или шкурами, а затем покрывали битумом. Когда срок службы судна подходил к концу, моряки повторно использовали пластины битума для постройки новой лодки. В клинописных текстах XXI века до н. э. говорится, что в судостроении также использовали сосну, пальму, тамариск, рыбий жир и асфальт.
Согласно исследованиям, типичная тростниковая «маганская лодка» имела 13 метров в длину, до 4 метров в ширину, от 7,5 до 10,5 тонн водоизмещения, а площадь паруса составляла 45 м². Крупные деревянные суда того периода достигали около 90 тонн водоизмещения. На изготовление средней лодки шло до трёх тонн тростника, около 30 км верёвки (её изготавливали из волокон финиковой пальмы или из козьей шерсти), более тонны древесины, которая шла на раму, кильсон и двуногую мачту, а также две тонны битума, смешанного с резанным тростником. Для управления лодкой использовали два рулевых весла на корме.
Жители Месопотамии были первыми, кто установил и зафиксировал на глиняных табличках морские и торговые правила. Дальние морские походы на примитивных деревянных и тростниковых лодках были сопряжены с большим риском, поэтому торговцы предпочитали перевозить дорогие и экзотические товары, чтобы получать максимальную прибыль. Во внешней торговле активно участвовали многочисленные храмы, которые ссужали товары для обмена индивидуальным судовладельцам (в деловых записях упоминаются доски, сушёная рыба, кунжутное масло, шкуры и шерстяные ткани). Частные лица и храмы вкладывали средства в морские экспедиции, получая либо фиксированную прибыль, либо проценты от сделки (в последнем случае между партнёрами делились и возможные убытки). В Месопотамии не было жёстких ограничений на размер процентов по займу, поэтому храмы и частные ростовщики обычно просили от 20 до 33 %.
После падения третьей династии Ура частные купцы Месопотамии лишились значительной части торгового оборота с Дильмуном, но всё ещё продолжали плавать в Персидском заливе. После упадка Хараппской цивилизации в начале 2-го тысячелетия до н. э. торговцы и правители Месопотамии переориентировались на восточное Средиземноморье, где процветали минойская цивилизация и Среднее царство. С воцарением первой Вавилонской династии в Месопотамии была восстановлена политическая стабильность. Вслед за этим произошёл новый расцвет торговли между Востоком и Западом, которая шла через Вавилон и Мари. Законы Хаммурапи чётко регулировали отношения между торговцами, процентные ставки, ставки найма судов, правила перевозки товаров, стоимость строительства кораблей и их гарантийный срок, размер платы морякам и их обязанности, а также правила судовождения (например, судно, шедшее вниз по течению, должно было уступать дорогу судну, шедшему против течения, а в случае небрежности кормчего тот обязан выл возместить ущерб).
Приблизительно в середине XVIII века до н. э. произошла переориентация Месопотамии с меди, доставлявшейся с Дильмуна, на медь, привозимую с Кипра. Основная часть кипрской меди, а также партии ливанского кедра и египетского папируса, попадали в долину Евфрата через средиземноморские порты Библ и Угарит. Главным транзитным центром между Левантом и Южной Месопотамией продолжал оставаться город Мари, куда стекались купцы из Вавилонии, Карии и даже с Крита.
Подъём Новоассирийского царства способствовал процветанию некоторых портов Персидского залива и восточного Средиземноморья. В правление Ашшурнацирапала II Ассирия обложила данью многие порты в Финикии, а завоевав при Саргоне II Вавилон, ассирийцы получили выход к Персидскому заливу. К концу VIII века до н. э. сложился оживлённый торговый путь из Тира и Сидона через Ниневию в Ур. Торговые посредники из Тира имели свои конторы в Уре, Уруке и Вавилоне.
В период расцвета Нововавилонского царства между Персидским заливом, Красным морем и Тиром велась оживлённая торговля металлами (железо, олово, свинец, бронза и серебро), зерном, вином, ценными сортами древесины, слоновой костью, тканями и вышитыми одеждами. Из Аравии везли скот, кассию и железо, из Йемена и Восточной Африки — золото, драгоценные камни и пряности, из Египта — льняную ткань, шедшую на паруса, и бирюзу.
В 539 году до н. э. персидский царь Кир II Великий захватил Вавилон и включил Месопотамию в состав державы Ахеменидов, а в 525 году до н. э. его старший сын Камбис II захватил Египет. В огромной Персидской империи доминировали вавилонские, финикийские и сирийские купцы, активно перевозившие товары через Персидский залив, Аравийское и Красное моря. Персы не имели своего мощного флота в Средиземном море, но активно использовали корабли финикийцев, египтян, ионийцев и суда своих союзников с греческих островов. На востоке флот персов базировался на островах Персидского залива, а также в Омане и Йемене, их суда патрулировали Инд, Карун, Тигр и Нил.
При Ахеменидах возродилась морская торговля между Персидским заливом и Индией, где главным портом являлся Бхаруч. Западным продолжением этого маршрута была трансаравийская караванная торговля, которая доставляла индийские товары в порты Финикии и Сирии, откуда они расходились по всему Средиземноморью. Важным портом персов был Тередон, основанный незадолго до захвата Киром Вавилонии возле нынешней Басры. При царе Дарие I на месте Тередона был построен новый порт Агинис. В опасных местах Персидского залива персы вбивали в дно навигационные столбы, чтобы суда не налетели на отмели.
Для Ахеменидов торговля в Средиземном и Красном морях была куда важнее торговли в Персидском заливе. По поручению Дария греческий мореплаватель Скилак Кариандский проплыл от устья Инда до египетского побережья Красного моря, подробно описав увиденные земли (хотя трудами Скилака пользовались Гекатей Милетский и Геродот, они не дошли до наших дней). После смерти Дария I морская торговля между Персидским заливом и Красным морем пошла на спад.
В 331 году до н. э. империя Ахеменидов пала под ударами Александра Македонского, а Месопотамия и Египет оказались вовлечёнными в оживлённые торговые сношения обширного эллинистического мира. По окончании своего Индийского похода Александр Великий построил на берегах Инда корабли для переправки войск к Индийскому океану. Одна часть армии под командованием Неарха отправилась морем в Персидский залив, а другую полководец по суше повёл в Сузы. Флот Неарха из восьми сотен военных и грузовых судов с минимальными потерями достиг Шатт-эль-Араба и вскоре встретился с Александром в Сузах.
Вскоре Александр отрядил две экспедиции, которые исследовали Персидский залив, и послал Анаксикрата к берегам Йемена. После смерти Александра Македонского важнейшими эллинистическими державами, имевшими выход к Индийскому океану, были государство Селевкидов, государство Птолемеев и Индо-греческое царство. Селевкиды контролировали Персидский залив, через который вели торговлю с империей Маурьев и южной Аравией (основными товарами были ладан, мирра, корица, кассия, костус и серебро). Для охраны торговых путей от пиратов были построены военные поселения на островах Файлака и Бахрейн.
В 205 году до н. э. Антиох III Великий совершил морской поход в Аравию, в ходе которого получил крупный выкуп с портового города Герра (в районе современного Дахрана) и посетил остров Бахрейн. В правление Антиоха IV полководец Нумений разбил флот мятежных персов у Мусандамского полуострова. Однако Селевкиды так и не смогли установить прочный контроль над Персидским заливом. В 141 году до н. э. во время вторжения парфян сатрап нижней Месопотамии Гиспаосин (Аспасин) объявил себя независимым правителем и основал царство Харакена. Столицей новой державы стал порт Харакс, ранее известный как Александрия и Антиохия. Несмотря на то, что в дальнейшем Харакена попала в зависимость от Парфянского царства, Харакс оставался важным торговым центром, хорошо известным купцам из Индийского океана, Средиземного моря и даже из Китая (китайцы называли его Тяочжи).
В 224 году Ардашир Папакан разбил парфянского царя Артабана V и основал государство Сасанидов. В правление Ардашира I торговля в Персидском заливе значительно оживилась. Крупнейшими портами региона были Астарабад-Ардашир (бывший Харакс) и Рев-Ардашир (нынешний Бушир). В правление Шапура I персы подчинили себе аравийское побережье от Катара до Кувейта и остров Бахрейн. В начале IV века арабы, воспользовавшись смутой в державе Сасанидов, пересекли залив и опустошили многие порты на побережье Персии. К началу VII века владения Сасанидов простирались от реки Инд на востоке до Красного моря на западе (восточным форпостом являлся порт Дайбуль на побережье современного округа Тхатта, полученный в V веке качестве приданого за невестой шаха). В южной Месопотамии главную роль играл порт Убулла, откуда корабли регулярно совершали экспедиции не только в Бахрейн и Оман, но и в Индию, на Шри-Ланку, Суматру, и в Китай (о плаваниях персов в южный Китай известно со II века, их основной целью были богатые рынки в Гуанчжоу).
Важное значение для Сасанидов имели порты Оманского и Персидского заливов, особенно в провинции Мазун (территория современных Бахрейна, Катара, ОАЭ и Омана), а также Аден на побережье Аравийского моря. В правление Хосрова II сасанидские купцы безраздельно господствовали в торговле между Индийским океаном и Средиземным морем, контролируя морские пути через Персидский залив и Красное море. Наибольшие прибыли приносила торговля китайским шёлком и индийскими пряностями. Однако торговое доминирование Сасанидов оказалось недолгим, так как во второй четверти VII века сперва византийская армия захватили Ктесифон, а их флот отвоевал сирийские и египетские порты, а вскоре Месопотамию и Персию захватили арабы, создавшие обширный Арабский халифат.
Мусульмане достигли северо-западной части Персидского залива в 635 году и вскоре основали здесь стратегически важный порт Басру. Особенно активно распространяли ислам по торговым путям региона купцы из Персии и Омана. В 750 году образовался Аббасидский халифат, столицей которого вскоре стал Багдад — крупнейший торговый и культурный центр Востока. Продвижение арабов в Среднюю Азию привело к столкновению халифата с империей Тан, апогеем которого стала Таласская битва. Всё это делало сухопутный Шёлковый путь небезопасным, что ускорило развитие морского пути из Китая в Индию и Средиземноморье.
Расцвет Багдада привёл к тому, что средиземноморские порты Сирии утратили своё былое значение, а купцы Аббасидского халифата теперь торговали не только в Восточном Средиземноморье и Северной Африке, но и стали активно осваивать Индийский океан и Среднюю Азию. Согласно арабскому историку аль-Якуби в Багдад, который называли «набережной мира», по Тигру приплывали суда из Басры, Ахваза, Васита, Мосула и Балада, а также из Бахрейна, Омана, Ормуза, Йемена, Сокотры и Египта. Кроме того, по системе каналов корабли попадали в Евфрат, откуда шли в Сирию. У причалов самого оживлённого порта мира в IX—X веках пересекались купцы, дипломаты и паломники с Кавказа, из Малой Азии, Леванта, Египта, Аравии, Персии, Индии и Средней Азии. Вдоль берегов Тигра стояли сотни морских и речных судов, от больших кораблей, пришедших из Персидского залива, до тростниковых куфф, которые спускались из Мосула.
Кроме Багдада, важными торговыми портами Персидского залива были Басра и Убулла в дельте Шатт-эль-Араб, а также Сираф, располагавшийся возле современного иранского города Кенган. Согласно арабскому историку Аль-Балазури, в эпоху Омейядов Басра обошла соседнюю Убуллу, которая постепенно пришла в упадок (современный порт Басры был построен в XVIII веке рядом с древней Убуллой и недалеко от Харакса). В эпоху наибольшего расцвета (VIII—IX века) в Басре проживало более 200 тыс. человек, а её порт служил важным аванпортом на пути к Багдаду.
Главным соперником Басры являлся Сираф, основанный ещё при сасанидском шахиншахе Шапуре II. Порт Сирафа имел большой рейд, приспособленный для кораблей с глубокой осадкой, однако долгое время он испытывал нехватку пресной воды. Для решения этой проблемы были построены пресноводные каналы и большие цистерны, из которых орошались сады богатых торговцев. В эпоху Аббасидов купцы Сирафа разбогатели на посреднической торговле с Багдадом и Ширазом: они привозили на рынки Персидского залива шёлк из Китая, ценные породы древесины из Индии и Восточной Африки (наиболее в строительстве ценился тик). По словам персидского географа аль-Истахри, в X веке Сираф не уступал Ширазу в многолюдности и великолепии.
Большое значение в Аббасидском халифате имела торговля африканскими рабами, о масштабах которой косвенно свидетельствуют регулярные восстания зинджей. Во время восстания 869—883 годов чёрных рабов поддержали купцы Персидского залива, недовольные притеснениями торговли со стороны халифата. В 871 году повстанцам удалось захватить Басру, Убуллу и Абадан, отрезав Багдад от главных морских путей. Слабостью халифата быстро воспользовались Сираф, Сухар и другие порты региона, власть Аббасидов над которыми была чисто номинальной. В 945 году арабские халифы Багдада попали под власть шиитской династии Буидов, которые фактически контролировали Персию, Месопотамию, Оман и большую часть побережья Персидского залива.
Возвышение Буидов совпало с завоеванием Египта шиитской династией Фатимидов, которые значительно оживили торговлю в Красном море. В 976 году сильное землетрясение разрушило порт Сираф. К концу X века, на фоне расцвета Фатимидского халифата, всё более заметным становился экономический упадок Персидского залива. В 1062 году Шираз захватили сунниты Сельджуки, которые мало интересовались морской торговлей. Султан Мелик-шах I перенёс столицу обширной империи в Исфахан, предоставив прибрежным районам фактическую автономию. Вскоре на острове Киш возникла мощная база пиратов, что ещё больше ослабило привлекательность Персидского залива для торговых судов, которые переориентировались на порты южной Аравии и Красного моря.
Во времена халифата предпринимались меры по облегчению навигации в Месопотамии и Персидском заливе. Согласно записям Насира Хосрова, власти и частные судовладельцы из Убуллы и Басры возводили маяки и гидротехнические сооружения, а также укрощали водовороты и расчищали подвижные иловые отмели в районе Шатт-эль-Араба.
Арабский географ Абу Исхак аль-Истахри, написавший «Книгу климатов», указывал на опасность плавания в районе Басры и Абадана. Хосров описывал маяки (хашаб) как конструкции на мелководье, которые представляли собой четыре больших тиковых бревна, над которыми сооружали закрытое от непогоды помещение для смотрителя. Ночью он зажигал светильник, который указывал путь и предупреждал о мели. Маяки располагались цепочкой вдоль побережья Персидского залива, когда один из них скрывался из виду, то на горизонте появлялся другой.
Под властью Сельджуков порты Багдада и Сирафа пришли в упадок, уступив первенство эмирату Киш. Согласно трудам Вениамина Тудельского, в порт Киша стекались купцы из Месопотамии, Персии, Йемена и Индии, которые продавали на рынках шёлк, лён, хлопок, пеньку, шерсть, пурпур, пряности, пшеницу, ячмень, рожь, просо и чечевицу. Островитяне удачно выступали в качестве посредников, что обогащало казну местного эмира.
В 1256 году монголы предприняли поход на запад и в 1258 году захватили Багдад. Образованное на захваченных землях государство Хулагуидов простиралось от Персидского залива до Средиземного и Чёрного морей. Монголы взяли под свой контроль поставки на Запад китайского шёлка и фарфора, индийских специй и в союзе с генуэзцами боролись против Мамлюкского султаната, который вёл торговлю восточными товарами через Красное море. При Хулагуидах значительно возросла роль персидского Ормуза, который после угасания судоходства в Красном море превратился в конечный пункт морского пути из Китая и Индии.
Купцы сгружали свои товары в порту Ормуза, откуда караваны по суше следовали в средиземноморский порт Айас в Киликии и в черноморский порт Трапезунд. В XIII веке персидские и арабские купцы регулярно заходили в порты Южной Индии и Юго-Восточной Азии, а в китайском порту Цюаньчжоу они населяли отдельный квартал со своими мечетями и торговыми домами. В 1501 году в Закавказье образовалось Сефевидское государство со столицей в Тебризе, которое вскоре присоединило к своим владениям Месопотамию и Персию. В 1507 году португальцы захватили Сокотру и Ормуз, на время потеснив арабских и персидских мореходов на торговом пути из Красного моря в Персидский залив. В 1534 году османская армия Сулеймана Великолепного захватила Багдад и почти всю Месопотамию, а вскоре турки наладили морскую торговлю между Басрой, Южной Аравией, Египтом и Восточным Средиземноморьем.
Османы требовали от португальцев позволить мусульманам Индии свободно торговать пряностями, взамен предлагая допускать португальские суда в свои порты. Несмотря на отсутствие подвижек на дипломатическом фронте, турецкие и португальские чиновники и купцы неофициально вели оживлённую беспошлинную торговлю в Персидском заливе. К середине XVI века 2/3 доходов Басры приносила торговля, в том числе с портами Португальской Индии.
В 1552 году престарелый османский адмирал Пири-реис вышел из Суэца и повёл 24 галеры в Персидский залив. Османский флот атаковал Ормуз, Киш и Катар, но вскоре был вынужден отступить в Басру. Пири-реис решил вернуться в Египет с тремя кораблями, но по прибытии был казнён. В 1554 году остатки османской флотилии вышли из Басры, однако вскоре шесть галер были захвачены португальцами, а остальным пришлось бежать в Гуджаратский султанат.
Османские власти никак не ограничивали торговлю в Персидском заливе. Они даже закрывали глаза на поставки индийского перца через подконтрольный португальцам Ормуз. Весной 1622 года совместные силы Сефевидов и британцев захватили Ормуз, положив конец доминированию португальцев в Персидском заливе. Во второй половине XVII — первой четверти XVIII века влиятельной силой в Персидском заливе была оманская династия Аль Йаруб, владения которой простирались от Ормузского пролива до Бахрейна, а также в некоторые периоды включали острова Кешм, Ларак и Ормуз. В 1722 году мятежные афганцы сместили последнего сефевидского шаха, в 1753—1794 годах в Иране правила лурская династия Зендов, которую сменила династия Каджаров, правившая страной до 1925 года.
В начале XX века британский коммерсант Уильям Нокс Д’Арси начал поиски нефти в Иране, в 1908 году была создана Anglo-Persian Oil Company, а в 1913 году заработал крупнейший в мире нефтеперерабатывающий завод в Абадане, значительная часть продукции которого экспортировалась танкерами в Британию через Суэцкий канал. Первый лорд Британского адмиралтейства Уинстон Черчилль накануне Первой мировой войны решил перевести флот с угля на нефтяное топливо, а чтобы военные суда не остались без горючего, в 1914 году добился того, чтобы 51 % акций Anglo-Persian Oil Company перешли Адмиралтейству.
В августе 1941 года англо-австралийские и советские войска вторглись в Иран и оккупировали страну до весны 1946 года. Порты Ирана в Персидской заливе использовались для поставок в Советский Союз по ленд-лизу различной техники, вооружений и сырья (всего из США в Бушир и Басру прибыло 541 транспортное судно).

## Египет и Красное море
Для древних египтян водные пути были жизненно важными, однако главную роль играли не моря, а Нил. Участок реки между Асуаном и Средиземным морем был колыбелью судоходства: здесь курсировали многочисленные суда, перевозившие людей и различные грузы. Уже на керамике герзейской культуры (вторая половина 4-го тысячелетия до н. э.) египтяне изображали парус. К 2600 году до н. э. египтяне уже регулярно плавали по Красному морю к землям Пунта за ладаном, слоновой костью, эбеновым деревом, золотом, рабами и экзотическими животными. Основным сырьём для постройки судов служил кедр ливанский, также египтяне использовали нильскую акацию, зизифус и сикомор.
В эпоху Древнего царства стали появляться деревянные морские суда с двуногими и трёхногими мачтами. Примерно с 3-го тысячелетия до н. э. до конца 1-го тысячелетия н. э. типичным способом кораблестроения в Северной и Восточной Африке и Южной Азии была постройка «от обшивки к рёбрам». Вначале строился корпус из досок, состыкованных краями. Затем уже готовый корпус укреплялся рёбрами или рамами, которые шли перпендикулярно к продольной оси корпуса. Египетские суда имели плоское дно и симметричные дощатые борта. Доски сшивали между собой тросами и скрепляли деревянными шипами, которые вставляли в пазы на торцах досок. В отличие от других корабелов древности, египтяне делали не продольные швы, а поперечные. Дополнительно корпус усиливался изогнутыми кедровыми досками, которые крепили к поясу наружной обшивки. Сшивные суда легко было собрать и разобрать для ремонта или переноски по частям через пустыню к Красному морю.
Египтяне делали доски неправильной формы, которые стыковались между собой как части мозаики. Канаты продевались в просверленные отверстия, находившиеся выше ватерлинии. При спуске на воду древесина разбухала, отверстия сужались и судно становилось водонепроницаемым. На палубе судна возводились различные постройки: рубка и навесы на стойках. Вдоль бортов сидели многочисленные гребцы, которые после прибытия в пункт назначения занимались погрузочными работами.
Важными торговыми центрами были города Гебту и Геза, связанные караванными путями с побережьем Красного моря. Значение Гебту ещё более возросло, когда столица Египта была перенесена из Мемфиса в Фивы. Обычно караваны выходили из Гебту, шли через Вади-Хаммамат к побережью Красного моря, где происходила сборка кораблей. Вплоть до эпохи античности в Египте не было пристаней, пирсов или других капитальных причальных сооружений; суда либо вытаскивали на берег, либо ставили на якорь возле берега (лишь при первых Птолемеях на египетском побережье Красного моря возник порт Беренис).
Главной целью плаваний египтян по Красному морю служили земли Пунта (согласно различным версиям, этот район включал в себя современные Эритрею, Йемен и даже Пунтленд). Морские походы в Пунт начались не позже периода V династии. О товарах, которые египтяне привозили из Пунта для своих фараонов, можно узнать из «Сказки о потерпевшем кораблекрушение» (среди всего прочего, там упоминаются мирра, камедь, малахит, лазурит, краска для глаз, метательные палицы, серебро, корица, обезьяны, редкие шкуры, домашний скот и африканские рабы). Наиболее полный рассказ о плавании в Пунт относится к периоду правления царицы Хатшепсут (заупокойный храм царицы содержит изображения на трёх стенах, подробно описывающие морскую экспедицию).
В эпоху Нового царства в состав экспедиции в Пунт обычно входило от пяти кораблей длиной около 23 метров (с каждой стороны судна находилось по 15 гребцов). Походы были сопряжены с риском, так как Красное море славится сложными течениями и многочисленными рифами. Вероятно, египтяне плавали только в светлое время суток, на ночь приставая к берегу или бросая якорь. При благоприятных северных ветрах суда доходили до нынешней Эритреи за две недели, но обратное путешествие длилось значительно дольше. Обычными товарами египетского экспорта служили ожерелья, топоры, кинжалы, зерно, пиво и вино. Кроме того, поскольку климат побережья очень засушливый, а удобных портов тогда не было, суда брали на борт большие запасы пресной воды и провизии.
Во времена третьего переходного периода ослабленный Египет утратил контроль над судоходством в Красном море. Имеются сведения, что морские экспедиции здесь стали проводить финикийцы и израильтяне. Например, цари Соломон и Хирам I Великий организовывали совместные экспедиции в Офир и Саву (вероятно, территория нынешнего Йемена), откуда им доставляли ладан и мирру для богослужений, а также золото, драгоценные камни, слоновую кость, пряности, красное и сандаловое дерево, экзотических животных и птиц. Обычно финикийские корабли в разобранном виде доставляли по суше до залива Акаба, откуда они шли на юг вдоль побережья Аравии. Царь Иосафат пытался возродить торговлю с Офиром, однако его флот погиб в Акабе. Сведений о торговле в Красном море в последующие века не сохранилось, однако египтяне продолжали получать прибыль с товаров, привозимых из Аравии и Восточной Африки, что косвенно подтверждает судоходство в этом районе. Возрождение Египта началось в правление Псамметиха I, который покровительствовал греческим купцам из Навкратиса.
При фараоне Нехо II египтяне предприняли попытку вернуть полноценный контроль над Красным морем. Они начали строительство «канала фараонов», который должен был соединить Нил с Суэцким заливом (по-видимому, строительство было завершено уже персидским царём Дарием). На Красном море был основан постоянный флот, состоявший из больших гребных трирем. Кроме того, по инициативе Нехо финикийцы предположительно совершили трёхлетнее путешествие вокруг Африки.
В IV веке до н. э. средиземноморские купцы стали напрямую торговать со странами, лежащими на берегах Красного моря и Индийского океана. Несмотря на относительную скудность товаров, которые могли предложить порты Красного моря, особенно по сравнению с процветающими портами Индии, Персидского залива и южной Аравии, в эпоху Птолемеев здешняя морская торговля значительно активизировалась. Главными помехами для судоходства были мели, рифы, северные ветра, отсутствие пресной воды вдоль побережья и морские разбойники. В 287 году до н. э. эскадра Птолемея I Сотера разбила флот набатейских пиратов в заливе Акаба, что на время стабилизировало ситуацию.
Интерес египтян к Красному морю ещё более возрос в правление Птолемея II Филадельфа, которому для ведения боевых действий были необходимы слоны. Для этих целей Птолемеи регулярно снаряжали экспедиции в Восточную Африку. Слонов, а также слоновую кость и другие товары возили морем с побережья современного Судана в порт Береника, основанный у мыса Рас-Банас. Оттуда слонов через пустыню доставляли в Элефантину и вниз по реке везли в Мемфис на специальных судах элефантегах. Другими морскими портами египтян на Красном море были Арсиноя в Суэцком заливе, Миос-Хормос в районе современного города Эль-Кусейр и Адулис на территории современной Эритреи.
В армии Птолемея III Эвергета было около 300 боевых слонов, но они значительно уступали индийским слонам Селевкидов, из-за чего к концу III века до н. э. вывоз слонов из Африки практически сошёл на нет. При Птолемее VI Филометоре более важным источником государственных доходов стала посредническая торговля с Аравией и Индией, описанная в трудах Агатархида. Изначально египетские суда ходили только до Сокотры, где обменивали товары у купцов из Патталы на Инде, Кармании и Персии. Во второй половине II века до н. э. греки и эллинизированные египтяне открыли для себя муссоны Индийского океана, хотя их сезонность давно была известна индийцам, арабам и сабеям (одни исследователи «первооткрывателем» называют кормчего Гиппала, другие — Евдокса Кизикского).
Иностранные и египетские суда, заходившие в Красное море через Баб-эль-Мандебский пролив, обычно поднимались только до Береники или Миос-Хормоса, и очень редко доходили до Арсинои. Заброшенный «канал фараонов» постепенно приходил в упадок и к середине I века до н. э. вообще перестал использоваться. После неудачного сражения при Акциуме царица Клеопатра хотела бежать с остатками своего флота через Суэцкий перешеек, перетащив суда волоком в Суэцкий залив. Однако союзные Риму набатеи сожгли несколько египетских судов, после чего Клеопатра и Марк Антоний покончили с собой в Александрии.
Летом 30 года до н. э. Октавиан Август захватили Египет, превратив его в римскую провинцию. Египет оказался в составе обширной империи, которая вела оживлённую торговлю между Красным морем и Персидским заливом (хотя, разумеется, она не шла ни в какое сравнение с объёмами морской торговли в Mare Nostrum). Римляне даже жаловались на утечку золота и серебра, которые шли на оплату восточных предметов роскоши. О масштабах торговых связей можно судить по римским монетам, которые находят в Индии, Юго-Восточной Азии и даже в Китае. В египетские порты на Красном море нередко заходили купцы из Персии и Индии.
В 26 году до н. э. римляне снарядили большую морскую экспедицию в южную Аравию. Префект Египта Элий Галл построил в Арсиное 80 военных кораблей и 130 грузовых судов, однако значительная часть флота погибла у Синайского полуострова в результате непогоды. На обратном пути из Йемена римляне не стали рисковать и сошли на берег в Миос-Хормосе, откуда через пустыню прошли до Коптоса. Посещавший Египет историк Страбон писал, что из Миос-Хормоса в Индию ежегодно ходит около 120 кораблей, что значительно больше, чем во времена Птолемеев.
В I веке н. э. римские суда уже активно ходили в Восточную Африку, южную Аравию и западную Индию. Согласно «Периплу Эритрейского моря» и историку Диону Хрисостому через Красное море и караванную торговлю в античную Александрию стекались мирра, ладан, панцири черепах, слоновая кость, рог носорога и раковины наутилусов из южной Аравии и Африканского Рога; чёрный и белый перец, бирюза, лазурит, оникс, агат, жемчуг, алмазы, сапфиры, изумруды, нардовое масло, слоновые бивни, сандаловое дерево и китайский шёлк из Индии. Из Египта на Восток экспортировали металлы, сельскохозяйственные орудия, одеяла, готовую одежду, лошадей и мулов. Для соотечественников, осевших в дальних краях, суда привозили вино, оливковое масло и гарум. Индийские моряки, ходившие в Египет, привозили с собой в качестве провианта кокосы, рис, бусенник и амлу.
На восточной торговле пряностями и предметами роскоши в Александрии сколачивали целые состояния влиятельные семьи купцов, ростовщиков и науклеросов (судовладельцев), которые нанимали многочисленных капитанов и торговых агентов, перевозивших грузы хозяев. В I—III веках широко была распространена практика, когда римские купцы в Западной Индии давали товар в долг, а по прибытии судна в Египет получали деньги через своих агентов в Александрии.
После арабского завоевания Египта халиф Умар ибн аль-Хаттаб приказал расчистить древний «канал фараонов». Отныне египетское зерно, ранее вывозившееся в Константинополь, направлялось в порты Джидда и Янбу-эль-Бахр, которые снабжали продовольствием священные города Мекку и Медину. Навигация по каналу между дельтой и Красным морем была возможна только в периоды разливов Нила (арабы называли его «Канал повелителя правоверных»).
После праведных халифов Египтом в VII—XII веках последовательно управляли Омейяды, Аббасиды, Тулуниды, Ихшидиды и Фатимиды. Первый омейядский халиф Муавия ибн Абу Суфьян особое внимание уделял судостроительным докам Александрии, которые арабы называли дар ас-синаа (именно от этих мастерских через венецианцев в романские языки вошло слово «арсенал»). Несмотря на активную торговлю с западной и южной Аравией, Северной Африкой и Испанией, потеря обширного рынка Византии привела к постепенному сокращению численности населения Александрии с 800 тыс. человек в период наибольшего расцвета до 100 тыс. в 860 году. В 972 году столицей Фатимидов стал Каир, который вскоре затмил Багдад, став торговым и политическим центром мусульманского мира. Многие маршруты морской торговли переместилась из Персидского залива в Красное море и восточное Средиземноморье.
После завоевания Египта Фатимидами торговля в Красном море заметно оживилась (после ухода из Египта византийцев в VII веке торговля в Красном море существенно уступала объёмам торговли в Персидском заливе, особенно в период расцвета Багдада). Значительная часть египетской торговли шла через аравийские порты Джидда и Аден. После захвата сельджукским султаном Алп-Арсланом Синайского полуострова древний караванный путь из Северной Африки в Аравию был прерван. Отныне многочисленные мусульманские паломники, следовавшие в Мекку, отправлялись в хадж через Египет. На первом этапе они поднимались по Нилу до Куса или Асуана, затем следовали через пустыню до крошечного селения Айзаб на побережье Красного моря, откуда на лодках переправлялись в Джидду. Этот маршрут просуществовал до середины XIII века, когда мамлюкский султан Бейбарс I открыл дорогу на Мекку через Синай.
При Фатимидах судоходство по Красному морю оставалось небезопасным занятием. Товары, шедшие из Индийского океана в Египет, обычно доставлялись большими кораблями из Сирафа в Джидду, где перегружались на меньшие суда из Кальзума. Египетские капитаны лучше ориентировались в здешних водах и знали, как избежать встречи с пиратами. Обычно суда плыли днём, а ночью из-за изменчивых ветров и опасности налететь на рифы бросали якорь в небольших бухтах.
Несмотря на все опасности, Красное море оставалось конечным пунктом для торговцев из Индийского океана, что привело к упадку портов Леванта и сокращению мусульманских перевозок в Восточном и Центральном Средиземноморье. В конце X века флот Фатимидов насчитывал около 90 галер, из которых лишь пять базировались в Красном море. К началу Крестовых походов влияние Фатимидов в Средиземном море было крайне ограниченным.
Согласно документам и письмам, найденным в Каирской генизе, важное место во внешней торговле Фатимидов занимали еврейские купцы, которые участвовали в масштабной торговой сети от Магриба до Индии. Представительства купеческих семейств из Каира имелись в Адене и на Малабарском берегу (от Мангалура до Кочина). Фатимиды не особо заботились о безопасности судоходства в Красном море, предоставив купцам право самим обороняться от пиратов.
В 1171 году, после смерти последнего фатимидского халифа Аль-Адида Лидиниллаха, власть в Египте захватила курдская династия Айюбидов, представители которой прибыли из сирийского Халеба. В 1183 году лорд Трансиордании Рено де Шатильон дошёл до Акабского залива, где собрал свои корабли и стал нападать на торговые суда в Красном море. Флотилия крестоносцев успела ограбить и потопить около 20 судов, пока её не разбили войска египетского губернатора Аль-Адиля.
В 1250 году мамлюки фактически сместили династию Айюбидов и образовали на территории Египта и западной Аравии собственное государство — Мамлюкский султанат. Опасаясь нападений с моря, мамлюки разрушили все порты от Синая до Александретты, что надолго подорвало морскую торговлю в Восточном Средиземноморье. Поскольку порты Леванта лежали в руинах, купцы перестали заходить в Красное море, а продавали свои товары в порту Ормуза у входа в Персидский залив. Кроме того, мамлюки преследовали богатых и влиятельных купцов, опасаясь что те могут выступить против их власти.
В начале XVI века на Ближнем Востоке столкнулись интересы Венеции и Португалии. Венецианцы скупали в Александрии пряности, которые привозили туда купцы-мусульмане из Индии и Аравии, а португальцы после захвата Сокотры и Ормуза намеревались перекрыть мусульманам доступ в Красное море с целью монополизировать поставки специй в Европу. Опасаясь этого, венецианцы даже поддерживали флот мамлюков, однако в 1509 году он был разбит в битве при Диу.
Действия португальского флота в западной части Индийского океана сильно подрывали и так оскудневшую казну Мамлюкского султаната. Поставки пряностей в Александрию составляли лишь четверть от объёмов, существовавших в конце XVI века, из-за чего египетские и венецианские перекупщики терпели существенные убытки. Угроза коммерции со стороны Португалии сближала интересы мамлюков, османов, персов и венецианцев, однако у Сефевидского государства и Мамлюкского султаната не было сильных флотов, способных противостоять португальцам в Аравийском море, а флоты Венеции и Османской империи были сосредоточены в Средиземном море. В 1515 году мамлюки спустили на воду новую флотилию для охраны Красного моря, однако в 1517 году османы захватили Египет, положив конец Мамлюкскому султанату. Вскоре османский адмирал Пири-реис составил навигационный атлас «Книга морей», к которому по просьбе влиятельного визиря Ибрагима-паши добавил некоторые материалы об Индийском океане, полученные из арабских и персидских источников.
В правление султана Сулеймана Великолепного османы реформировали коррумпированную таможенною систему, что способствовало оживлению торговли от Красного моря до Юго-Восточной Азии. Через порты Аравии и Суэц на рынки османской Александрии доставляли пряности и кофе, которые из Египта через итальянских купцов расходились по всему Средиземноморью. Также османы строго следили за безопасностью хаджа через Красное море (многие паломники подстраивались под муссоны и везли с собой ходовые товары, чтобы оплатить проживание в Мекке).
В 1560 году на суда из Венеции, Генуи, Рагузы и Марселя только в Александрии было погружено почти 4,5 млн фунтов азиатских пряностей. В правление визиря Соколлу Мехмед-паши османы собирались прорыть новый канал через Суэцкий перешеек, однако из-за восстания в Йемене и обострения войны с Венецией проект пришлось отложить.
Основой османского военного флота в Индийском океане служили вспомогательная флотилия в Суэце и небольшая эскадра в Мохе, которые патрулировали Красное море. На османских галерах рабов и осуждённых преступников среди гребцов и матросов было гораздо меньше, чем на христианских судах. В конце XVIII — начале XIX века Египет подвергся французскому и английскому вторжениям, после чего попал в орбиту интересов европейских держав.
В 1840 году британская пароходная компания Peninsular and Oriental открыла пассажирско-почтовый маршрут из Британии через Гибралтар в Александрию, откуда люди и грузы по суше добирались до Суэца, там пересаживались на другое судно и далее следовали через Галле в Калькутту. В 1858 году французский дипломат Фердинанд де Лессепс при поддержке египетского правителя Мухаммеда Саида-паши основал акционерную «Компанию Суэцкого канала».
В 1869 году Суэцкий канал был открыт для судоходства. Французы планировали с его помощью потеснить британцев на торговом пути в Индийский океан, однако наибольшую выгоду от работы канала получили именно британские судовладельцы (через 20 лет после запуска канала 3/4 грузов были британскими, а доля французских грузов составляла всего 8 %). В 1875 году из-за огромных долгов Исмаил-паша продал контрольный пакет «Компании Суэцкого канала» британцам, а в 1882 году Великобритания силой захватила канал и оккупировала весь Египет.
В 1922 году Великобритания формально признала независимость Египетского королевства, однако британские войска находились в зоне Суэцкого канала до 1956 года. В сентябре 1940 года итальянские войска вторглись в Египет, однако в начале 1941 года были отброшены обратно в Ливию.

## Индия и окрестные воды
В Ведах почти не говорится о мореплавании, лишь изредка упоминается морская торговля. Из различных религиозных и светских текстов Древней Индии следует, что после упадка Индской цивилизации морские связи с Персидским заливом надолго прервались, однако море по-прежнему играло в жизни народов Индостана важную роль. Богом мировых вод арии считали Варуну, который «знает челны морские». Некоторые упоминания юридической стороны мореплавания можно встретить в древнейших индийских трактатах «Артхашастра» и «Ману-смрити».
Когда царь Чандрагупта Маурья расширил границы своей державы на запад, он вступил в борьбу с царём Селевком I Никатором. Чтобы заключить мир, Селевк отдал свою дочь замуж за сына Чандрагупты, а тот в ответ подарил Селевку пятьсот боевых слонов, которые были использованы в битве при Ипсе. Фактически после этой битвы сложилась конфигурация эллинистического мира, началось развитие эллинистической торговли в Красном море и активное проникновение средиземноморских купцов в Индийский океан. Царь Биндусара, сын Чандрагупты, расширил свои владения на юг и поддерживал дипломатические и торговые связи с Селевкидами и Птолемеевским Египтом.
При дворе Маурьев имелся специальный чиновник навадхиякса, в обязанности которого входило надзирать за судоходством в море, устьях рек и на больших озёрах, охранять береговую линию, собирать налоги и пошлины с рыбаков, ловцов жемчуга, торговцев и иностранных купцов. Также люди навадхияксы помогали судам, терпящим бедствие, штрафовали за переправу в неположенном месте и контрабанду, взимали плату за пользование царскими судами, изымали товары, перевозимые без царской печати. Согласно Мегасфену, один из советников Чандрагупты распоряжался имуществом царского флота, сдавал корабли в аренду торговцам, содействовал иноземным купцам, предоставляя им различные льготы, следил за соотношением цен на местные и импортные товары. В отличие от купцов и ремесленников, корабелы и оружейники, работавшие на царя, не несли повинности и находились на полном царском содержании.
Предписания индуизма запрещали ортодоксальным брахманам путешествовать морем и перепродавать какие-либо товары, поэтому морской торговлей занимались преимущественно вайшьи и члены других конфессий (например, джайны и буддисты). Если брахман всё же выходил в море и контактировал во время путешествия с «нечистыми», то по возвращении он обязан был пройти сложный ритуал «очищения». Однако, несмотря на ограничения, индийцы из высоких каст нередко вкладывали свои средства в морские экспедиции и получали прибыль с заморской торговли. Согласно «Законам Ману», торговля и ростовщичество — занятия сугубо вайшьев, которые имели право устанавливать свои цены на привезённые издалека товары. Если судно терпело бедствие по вине команды, то она обязана была полностью возместить ущерб, но если судно или товар приходили в негодность из-за стихии, то штраф на мореходов не налагался.
Царь Ашока завоевал государство Калинга, которое славилось своими искусными мореходами. Основным портом империи Маурьев являлся Тамралипти в устье Ганга, связанный со столицей Паталипутрой как речным судоходством, так и «царской дорогой». Другими важными портами являлись Самапа, расположенная возле озера Чилика на территории завоёванной Калинги, и Бхаруч в Камбейском заливе, куда из столицы Маурьев вело западное ответвление «царской дороги».
После распада империи Маурьев обычаи и законы судоходства, объединённые в «Артхашастре» и «Ману-смрити», в той или иной форме сохранились. Ими пользовались не только индуисты, но и представители новых религиозных течений. Торговля помогала джайнам и буддистам проникать в дальние земли, поэтому и джайны, и буддисты способствовали развитию торговли и ростовщичества. Крупные общины джайнов существовали в портах Гуджарата, а также в городах южноиндийских царств Пандья, Чера и Чола, которые издавна были тесно связаны с судоходством. Буддийские монахи-миссионеры морем путешествовали на Шри-Ланку, в Юго-Восточную Азию и Китай.
Буддисты не придавали особого значения происхождению и кастовой принадлежности, поэтому в их среде купцы добивались более высокого положения, чем среди индуистов. В свою очередь купцы жертвовали значительные средства на содержание буддийских монастырей, которые служили не только центрами обучения, но и использовались в качестве приютов для странников и складов товаров. Грамотность способствовала обмену знаниями и развитию торговли, а буддийское целительство стимулировало импорт пряностей и трав из Юго-Восточной Азии.
Много рассказов о мореплавании в Бенгальском заливе содержится в буддийских джатаках. Например, «Джатака о Супараге» описывает бодхисаттву отпрыском семейства кормчих из порта Бхаруч, которого купцы упрашивают плыть в Суварнабхуми — легендарную «Страну золота» (вероятно, территория нынешнего Таиланда, согласно другим версиям — Шри-Ланка, Мьянма, Малакка или Суматра). В этой джатаке говорится, что индийские моряки ориентировались в море по рыбам и птицам, цвету воды и горам. В «Джатаке о Самхе» и «Джатаке о Махаджанаке» бодхисаттвы также плавают в «Страну золота», но терпят кораблекрушения (в обоих случаях героев спасает морская богиня Манимехала).
Согласно «Периплу Эритрейского моря» (I век н. э.) на побережье Аравийского моря важнейшим портом Древней Индии был Бхаруч, который греки называли Баригаза. Другими портами, которые посещали западные купцы, были Барбарикон (в районе современного Карачи), Наура, Музирис, Кочин и Балита (на Малабарском берегу). Во многих индийских портах существовали римские купеческие общины, состоявшие из сирийцев, евреев и египтян, говоривших на греческом языке. В свою очередь индийские купцы регулярно посещали южную Аравию и Египет, а индийские и цейлонские посольства бывали при дворах Августа и Клавдия.
В «Перипле Эритрейского моря» имеются описания различных судов, ходивших между Индией, Аравией, Восточной Африкой и Юго-Восточной Азией. В сочинении упоминаются сангара или сангадам (большие одноствольные суда, скреплённые каркасом наподобие катамарана); сшитые лодки; долблённые лодки; лодки из кожаных мешков; большие суда траппага (таппака) и котимба (коттимба); большие суда коландиофонты или коландии (возможно, именно их китайцы называли куньлунь бо). На печати из древнего бенгальского порта Чандракетугарх, которую датируют III веком, изображено судно, названное трапияка.
Старейшие изображения индийских кораблей можно увидеть на монетах, которые во II веке чеканили Сатаваханы. Одно время они контролировали Бхаруч на западе и значительный участок побережья Бенгальского залива. Судно со сатаваханских монет имеет высокий нос и корму, две двуногие мачты и два боковых руля. Китайский посол Кан Дай, посещавший в III веке Юго-Восточную Азию, писал, что из дельты Инда ходят большие торговые суда с семью парусами, которые с муссонами за месяц достигают Римской империи (вероятно, имелась в виду южная Аравия, которую в те времена считали началом римского мира).
Кроме того, Кан Дай сообщал, что купцы из Северной Индии регулярно перевозили на своих судах лошадей на Малайский полуостров и Суматру. Спрос на них был столь велик, что правители Юго-Восточной Азии платили половину цены даже за животных, умерших в пути. Свидетельства китайского посланника подкреплены печатью III века, на которой изображены судно и лошадь. Также скакунов перевозили морем на Шри-Ланку и в порты царства Чола на Коромандельском берегу.
Важное для историков изображение судна имеется на росписи буддийского пещерного храма Аджанта. Корабль в общих чертах соответствует судам, описанным в джатаках. На каждой из трёх мачт имеются прямые паруса, однако высота у них значительно больше ширины, а над бушпритом поднят один косой парус. Нос корабля украшен изображением глаза, который, согласно легендам, оберегал моряков от опасностей. Кормчий управляет боковым рулём, на корме имеется навес, под которым хранятся глиняные сосуды. Трюм относительно глубокий, но борт имеет меньший изгиб, чем у кораблей со сатаваханских монет.
Хотя большинство письменных свидетельств о морской торговле Древней Индии содержатся в греческих и римских источниках, а жители Средиземноморья активно участвовали в индоокеанской торговле в качестве судовладельцев, капитанов, кормчих и матросов, их влияние на саму торговлю, на морские технологии и конструкции кораблей Индийского океана было крайне незначительным. Даже в более поздние времена в традиционных судах Индийского океана отсутствовали следы конструкций, характерных для кораблей Средиземноморья, хотя имелось заметное влияние корабелов Индонезийского архипелага.
На берегах Бенгальского залива процветали порты южноиндийских государств Пандья и Чола, которые также посещали яваны (к их числу индийцы относили не только греков и римлян, но также персов и арабов). В местечке Арикамеду на территории современного округа Пондичерри некогда существовал важный морской порт царства Чола, где при раскопках учёные обнаружили римскую керамику, серебряные денарии с изображением Августа и Тиберия, а также золотые ауреусы I, II и V веков. Однако, не исключено, что амфоры попали в Чолу по суше из Бхаруча или Музириса.
Мореходы Коромандельского берега издавна ходили вдоль восточного побережья Индии до дельты Ганга и на Шри-Ланку, а также совершали дальние переходы в Юго-Восточную Азию, южную Аравию и Восточную Африку. В индийских портах купцы могли обменять свои товары, пополнить запасы еды и пресной воды, починить суда и корабельные снасти, найти защиту от пиратов. В эпосе «Шилаппадикарам» (II век) и поэме «Паттинапалей» (IV век) описывается богатство Пукара (Каверипаттинама) — столицы и крупного порта царства Чола. Здесь торговали рыбой, рисом, перцем, сандаловым деревом, алоэ, драгоценными камнями (в том числе алмазами и рубинами), ювелирными изделиями, золотом, тканями, а также товарами из Бирмы и Шри-Ланки, конями из Персии и Аравии, жемчугом и красными кораллами из Юго-Восточной Азии.
Индийские купцы и мореходы достигли берегов Индонезии не позже начала 1-го тысячелетия. Археологические находки I—II веков на Яве и Бали идентичны находкам из портов царства Чола и свидетельствуют о том, что там находились постоянные поселения индийцев. С высокой долей вероятности можно предполагать, что индийские купцы покупали на Яве пряности, привозимые с Молуккских островов и островов Банда, а затем перепродавали их в Индии и Аравии.
Важным центром посреднической торговли была Шри-Ланка. Согласно Козьме Индикоплову, в VI веке на острове активно торговали шёлком из Китая, алоэ и сандалом из Индонезии, гвоздикой с Молуккских островов. Почти весь шёлк оптом скупали сасанидские купцы, которые затем перепродавали его в Египет и Левант. Среди других групп купцов выделялись несториане из Персии и греки из Византии, а во второй половине VII века на острове закрепились арабские торговцы.
В начале VII века большим влиянием в Индии пользовались государства Чалукьев на юго-западе и Паллавов на юго-востоке. В правление махараджи Пулакешина II (610—642) Чалукьи завоевали западное побережье Индостана от Гуджарата до Гоа. Их большой военный флот контролировал прибрежные воды и даже захватил Мальдивские острова. Несколько раз Пулакешин II нападал на Паллавов, однажды долго осаждал их столицу Канчипурам, однако в 642 году махараджа Нарасимхаварман I разбил армию Чалукьев и разорил их столицу Ватапи. Борьба за власть над Южной Индией, в том числе над прибыльной морской торговлей в Бенгальском заливе, продолжалась более века, в ней с разных сторон участвовали и более мелкие государства Пандья и Чера, а также правители соседней Шри-Ланки.
В начале VIII века рост торговли привёл к всплеску пиратства в Аравийском море между дельтой Инда и Гуджаратом. Чтобы навести порядок и уберечь купеческие корабли, шедшие из Шри-Ланки вдоль западного побережья Индии в порты Персидского залива, наместник Месопотамии Аль-Хаджжадж ибн Юсуф в 711 году направил войска на восток. Полководец Мухаммад ибн аль-Касим ас-Сакафи захватил пиратские порты Дебал и Банбхор, после чего подчинил власти Омейядов весь Синд.
Согласно записям индийского монаха Ваджрабодхи, в начале VIII века существовало регулярное судоходство между Персией, Шри-Ланкой и Китаем. В порту Мантаи (современный округ Маннар на севере Шри-Ланки) Ваджрабодхи встретил караван из 30 персидских кораблей, которые перевозили специи, драгоценные камни и пассажиров. Согласно рассказу корейского монаха, который в 725 году плавал в Индию, купцы из Персидского залива закупали на Шри-Ланке драгоценные камни, на островах Индонезии — золото, а в Гуанчжоу — китайский шёлк. В середине VIII века царь Гопала основал в Бенгалии буддийскую династию Пала, владения которой в период расцвета простирались от дельты Ганга до Пенджаба. Благодаря школе Наланда Пала поддерживали тесные контакты с буддистами в Юго-Восточной Азии и Китае. Одновременно с этим Раштракуты разбили Чалукьев и создали в юго-западной Индии мощное государство.
Раштракуты подчинили своей власти всё западное побережье Индии от владений Пратихаров на севере до Кералы на юге. Богатство страны обеспечивали порты Конканского побережья (территория современных штатов Махараштра, Гоа и Карнатака), в которых существовали автономные общины персидских, арабских, еврейских, несторианских, буддийских и джайнских купцов. В X веке только в порту Саймур (современный Чаул в округе Райгад) проживало около 10 тыс. выходцев из Омана, Сирафа, Басры, Багдада и их потомков. Глава мусульманской общины подчинялся правителю Раштракутов и контролировал работу порта. Среди мусульман Саймура было немало судовладельцев, а некоторые мусульмане-чиновники за заслуги освобождались от уплаты сборов и пошлин.
В Керале потомки мусульманских купцов и местных женщин из низких каст образовали этнокастовую группу мопла. Кроме мусульман в портах западной Индии проживали парсы — зороастрийцы, бежавшие из Персии от преследований мусульман (особенно много купцов-парсов осело в гуджаратских портах Кхамбхат, Бхаруч и Сурат).
Согласно отчёту персидского купца Сулеймана аль-Таджира, в середине IX века корабли из Персидского залива регулярно плавали в Китай и обратно. Большие торговые суда загружались в глубоководном порту Сираф, затем шли в Маскат, оттуда в Коллам, затем следовали на Никобарские острова, где пополняли запасы воды и закупали амбру. После остановки на западном побережье Малайского полуострова корабли шли через Шривиджаю в Гуанчжоу.
К концу IX века Чола заняли земли Паллавов и подчинили себе весь Тамилнад, а также прибрежные районы Шри-Ланки, современных штатов Андхра-Прадеш и Орисса. Тамильские купцы присутствовали во всех крупнейших портах от южного Китая до Красного моря, они были частыми гостями в персидском порту Сираф. Ещё детьми тамилы поступали в обучение к членам своей касты и к сорока годам становились самостоятельными торговцами. Важную роль в южной Индии играли различные купеческие ассоциации и гильдии (нагарамы), многие из которых специализировались на торговле отдельными товарами, например, тканями, маслом или лошадьми. Гильдии имели тесные связи с индуистскими храмами, которые хранили и ссужали деньги торговцам (обычно под 12—15 %, но иногда доходило и до 30 % годовых). Хотя среди тамилов доминировали купцы-индуисты, правители государства Чола ради торговцев из Юго-Восточной Азии также покровительствовали буддистам и джайнам.
Мореходы Чола продавали перец из Южной Индии, а также привозили специи с островов Индонезийского архипелага. Согласно записям географа Абу Зайда аль-Балхи, у индийцев существовал обычай обустройства мелких островов для облегчения дальних плаваний: они сажали кокосовые пальмы и рыли колодцы для моряков, которые в будущем причалят там (кокосовая пальма давала пищу для команды, древесину для ремонта судна, листья для парусов и волокна для верёвок).
В правление царя Раджараджи I (985—1014) начался период бурной экспансии Чола. Тамильский флот, базировавшийся в Нагапаттинаме, захватил Мальдивы и северную часть Шри-Ланки с оживлённым портом Мантаи. В правление царя Раджендры I (1014—1044) Чола завершили завоевание Шри-Ланки, захватили Бенгалию, которая славилась своими тонкими хлопковыми тканями, и совершили несколько военных экспедиций против Шривиджаи и её вассалов. Морские набеги на государства Юго-Восточной Азии продолжались и в правление царей Раджадхираджи (1044—1052) и Раджендры II (1054—1063). Однако в 1070 году царь Шри-Ланки Виджаябаху I при поддержке Паганского царства изгнал Чола с острова, после чего тамилам было уже не до походов на Шривиджаю.
Суда из сшитых верёвками досок использовались в Юго-Восточной Азии и Южной Аравии с конца 1-го тысячелетия до н. э., и вполне вероятно, что их знали и на Индийском субконтиненте, но точных подтверждений этому нет (индийские суда такого типа достоверно известны по источникам лишь с начала XVI века). Согласно китайскому источнику IX века, самые большие корабли из тех, что заходили в порты Северного Вьетнама и Южного Китая, были из Шри-Ланки.
В 2002 году на побережье Кералы южнее Кочина во время раскопок было обнаружено двухмачтовое судно, датированное XII—XV веками. Оно имело свыше 20 метров в длину и четыре метра в ширину; доски были скреплены гвоздями с загнутыми концами. По некоторым нетипичным особенностям судна можно предположить, что конструкцию индийцы могли позаимствовать у китайских моряков, которые посещали Южную Индию в эпоху династии Сун.
На четырёх «геройских плитах» XI века, найденных на Конканском побережье, изображены индийские одномачтовые боевые корабли с рулём в диаметральной плоскости судна. Однако, непонятно, как рули были установлены на сшитый корпус с заострённой кормой. Суда с «геройских плит» ходили на вёслах, а в средней части имели платформу, на которой размещались лучники и копейщики. Вероятно, суда имели прямые паруса (нет свидетельств того, что до прихода португальцев в западной части Индийского океана использовали косые паруса).
В правление Джаясимхи Сиддхараджи (1092—1142) из династии Чаулукья во всех крупных морских портах Гуджарата процветали мусульманские и джайнские купеческие общины. Особой пестротой отличался порт Сомнатха, куда стекались паломники и торговцы со всего западного побережья Индии. Кроме того, удобная гавань Сомнатха служила транзитным портом для арабских и персидских судов, которые плавали из Восточной Африки через Ормуз в Южный Китай. Главными партнёрами мусульманских купцов выступали джайны, а правители-индуисты разрешали мусульманским купцам строить мечети в портах Гуджарата.
В XIII веке корабли Чола регулярно заходили во все крупнейшие порты Юго-Восточной Азии, а в китайском порту Цюаньчжоу существовал целый квартал купцов из Нагапаттинама со своими индуистскими храмами и складами. Китайский географ Чжао Жугуа в своём трактате «По поводу торговли с арабами» упоминает о существовании прямого торгового пути, который соединял Цюаньчжоу с Короманделом, Малабаром и Гуджаратом. А в Северной Индии вершины своего могущества достиг Делийский султанат, который в 1225 году захватил Бенгалию, а в 1297 году — Гуджарат, установив контроль над крупнейшими портами региона.
Правители Делийского султаната запретили продавать лошадей индуистским царствам, что привело к бурному развитию торговли этими животными через Аравийское море (прежде всего, мусульмане севера опасались того, что южане обзаведутся сильной конницей). Согласно трудам Чжао Жугуа, Марко Поло и Вассафа аль-Хазрата в порты Южной Индии (прежде всего для правителей вновь набравшего силу тамильского государства Пандья) ежегодно привозили тысячи лошадей из Йемена, Омана и Персии. Главными поставщиками были купцы из Ормуза, Киша, Салалы, Эш-Шихра и Адена. Однако жаркий климат, отсутствие подходящих пастбищ и плохой уход приводили к тому, что к концу года почти всё поголовье погибало и купцы вновь привозили в Южную Индию новые партии лошадей.
Согласно трудам арабского купца Ибн Баттуты в Индии существовали боевые корабли, позволявшие облачённым в доспехи всадникам выезжать на берег прямо с открытой кормы. В китайском трактате XIV века «Сведения о заморских странах и народах» говорится о том, что в Индии строили двух и трёхпалубные корабли, предназначенные для перевозки различных грузов и нескольких сотен лошадей. Доски корпуса скрепляли с помощью кокосовых волокон, без использования гвоздей и смолы. Однако герметичность таких судов была достаточно плохой, и моряки часто вынуждены были откачивать воду из трюма.
Также Ибн Баттута описывал китайские корабли, увиденные им в порту Каликута — большие джонки, средние дау и маленькие самбуки. Большие суда несли от трёх до двенадцати парусов, сделанных из бамбука на подобии циновок. Крупнейшие из кораблей перевозили до тысячи человек, включая команду, воинов и пассажиров.
Весной 1498 года португальский мореплаватель Васко да Гама прибыл в Каликут из Малинди, став первым европейцем, который достиг Индии морским путём. Когда в начале XVI века португальцы начали закрепляться на Малабарском побережье, всю внешнюю торговлю специями здесь контролировали арабы, местные мусульмане, четти из Тамилнада и банья из Гуджарата. Вслед за Васко да Гама в сентябре 1500 года в Каликут прибыла эскадра Педру Кабрала, который основал в городе португальскую факторию, но поссорился с влиятельными мусульманскими купцами. В ходе противостояния португальцы обстреляли Каликут и потопили в гавани около 15 торговых судов.
После конфликта с заморином Каликута португальцы перебрались в Кочин, в ноябре 1510 года захватили Гоа, который стал столицей Португальской Индии, в 1517 году начали строить форт в Коломбо, а в 1523 году захватили город Майлапур (сегодня — район в центральной части Ченнаи), который превратился в главный португальский порт Бенгальского залива. К концу первой четверти XVI века португальцы, опираясь на свои базы в Ормузе, Индии, Коломбо и Малакке, контролировали важнейшие морские пути Индийского океана. Лишь Аден и Красное море сохраняли независимость от Португальской империи.
Несмотря на своё военное преимущество, португальцы не могли полностью монополизировать торговлю пряностями в Индийском океане. Хотя им и удалось закрепиться в ключевых портах региона, размах здешней торговли и число её участников были слишком велики. Таким образом, присутствие португальцев в Индийском океане мало повлияло на традиционные торговые модели и циклы. Однако португальцы нашли способ внедриться на этот динамичный рынок: они стали где силой, а где с помощью дипломатии вымогать «плату за защиту» у мусульманских и индийских купцов, а также перенаправлять их в подконтрольные порты.
Гоа имел для португальцев стратегическое значение, поскольку отсюда их флоту было удобно патрулировать морские пути между Индией и Аравией. Кроме того, из Гоа португальцы поставляли лошадей Бахманийскому султанату и Виджаянагаре. Другими важными базами служили форты в Диу (Гуджарат) и Каннануре (Малабарский берег).
В 1538 году флот Сулеймана Великолепного отправился в Индийский океан, намереваясь захватить португальскую крепость Диу, однако все три атаки на порт были отбиты (в 1541, 1545 и 1549 годах). В ответ португальский флот в 1541 году атаковал османские порты в Южной Аравии и Красном море. Фактически всю вторую половину XVI века португальцы не допускали османских купцов в порты Синда, Гуджарата, Конкана и Малабара, но османы продолжали успешную торговлю пряностями через Басру в Персидском заливе, Моху в Аравии и египетскую Александрию.
При поддержке османов Деканские султанаты теснили союзницу португальцев — Виджаянагарскую империю (особенно после поражения индуистов в битве при Таликоте), а в 1573 году португальцы были изгнаны с Мальдивских островов. В том же году падишах Акбар I Великий занял Гуджаратский султанат, после чего империя Великих Моголов получила выход к портам Аравийского моря. При Моголах наиболее активными коммерсантами и судовладельцами в Сурате были банья. Они закупали товары у европейцев и поставляли предметы роскоши индийским вельможам, а также занимались ростовщичеством, обменом денег и сбором налогов.
Индийские купцы импортировали пряности из Индонезии, олово с Малайского полуострова, драгоценные камни со Шри-Ланки, серебро и лошадей из Аравии. К концу XVI века крупнейшим портом Индии стал Сурат, заметно потеснивший соседний Камбей. Во многом этому способствовало то, что в Сурате начинался морской путь индийских паломников, направлявшихся в Джидду и Мекку. Хадж стал настолько выгодным предприятием, что в снаряжение судов вкладывали свои средства и могольские падишахи, и влиятельные чиновники, и крупные купцы. Южнее Сурата располагались порты Чаул (на территории современного округа Райгад) и Дабхол (на территории современного округа Ратнагири), через которые велась активная торговля с Аравией, Персией, Бенгалией и Малаккой.
Из малабарских портов наиболее значимыми являлись Каликут, Каннанур и Кочин. В этих городах существовали две влиятельные группы купцов и мореходов: иноземцы-пердеси (арабы, персы, евреи и африканцы) везли свои товары преимущественно в Персидский залив, Аравию и Восточную Африку, а местные мопла — в Бенгалию и Юго-Восточную Азию.
Несмотря на свою высокомерность, в Индии португальцы нередко сотрудничали с местными торговцами. Индийские купцы регулярно фрахтовали португальские суда для перевозки своих товаров, а португальские капитаны набирали команды из числа местных матросов. К началу XVII века в Гоа насчитывалось до 2 тыс. португальцев, а на всём пространстве от Восточной Африки до Китая — около 10 тыс. На родину возвращался лишь каждый десятый мужчина: одни умирали от болезней, другие погибали в боях и кораблекрушениях, третьи часто не имели средств на обратную дорогу или женились на местных женщинах и заводили хозяйство на чужбине.
Португальцы не имели ходовых товаров, чтоб успешно конкурировать на рынках Индийского океана с индийцами, персами и арабами. Главными предметами экспорта Португалии являлись пушки, аркебузы и опытные наёмники, с помощью которых она контролировала морские пути и вмешивалась в региональные конфликты. Однако португальцы нашли новую нишу — систему лицензий (картазов), которые они навязывали мореплавателям и купцам Индийского океана. Плата за лицензию была не слишком большой, однако судно обязано было ходить определёнными маршрутами и заходить только в подконтрольные португальцам порты, где оплачивать пошлину размером до 5 %. Но даже наличие картаза не всегда защищало купцов-мусульман от атак португальских каперов, которые довольно часто грабили пассажиров, отбирали у хозяев товар или торговое судно.
В португальском Гоа имелась современная судоверфь, спускавшая на воду суда, не уступавшие тем, что строились в метрополии. Изначально в Индийском океане португальцы использовали два типа судов: купеческие каракки (они же «нао») и военные каравеллы-редонды. Двухпалубные четырёхмачтовые каравеллы грузоподъёмностью до 180 тонн не годились для перевозки грузов на дальние расстояния, но хорошо подходили для охраны побережья и сопровождения торговых караванов. Позже в регионе появились португальские военные галеоны, которые почти вдвое превосходили размерами старые каравеллы, были длиннее, уже, быстрее и маневреннее торговых «нао». Они также имели четыре мачты с прямыми и латинскими парусами, но более низкий бак.
В 1595 году голландский купец Ян Гюйген ван Линсхотен, ранее работавший секретарём у португальского архиепископа Гоа, издал заметки о своих путешествиях странами Азии. В книге «Итинерарий» были описаны торговые пути, товары и важнейшие порты Индийского океана, что подстегнуло интерес у рынкам Азии у голландских и английских мореходов. В первой четверти XVII века в гуджаратские порты Сурат, Камбей и Бхаруч начали всё чаще заходить голландские и английские суда, которые обменивали индонезийские пряности на индийские ткани.
Британцы не стали активно встревать в конфликт голландцев и португальцев вокруг контроля над торговлей пряностями в Индонезии, а сосредоточились на рынке индийских тканей. Агенты Британской Ост-Индской компании скупали в портах Индии как местные товары (хлопок, перец, серебро и свинец), так и китайские (шёлк, фарфор и лаковые изделия), которые пользовались спросом на рынках Индийского океана. Кроме того, голландские и английские суда нередко захватывали торговые корабли Моголов и даже атаковали португальские военные суда. После побед над португальским флотом у берегов Сурата и Бомбея, могольский падишах Джахангир был вынужден уступить натиску и разрешил англичанам и голландцам строить свои фактории в индийских портах.
В 1612 году голландцы закрепились возле порта Пуликат (территория современного округа Тируваллур на севере Тамилнада), а англичане в 1615 году основали факторию в Сурате, который стал основным портом Ост-Индской компании. В Сурат стали стекаться товары из внутренних районов Северной Индии, что приносило прибыль как англичанам, так и Моголам. Однако посол короля Якова I Томас Роу три года пробыл в Агре, но так и не смог заключить торговое соглашение с Джахангиром. В 1644 году англичане закончили строительство на Коромандельском берегу форта Сент-Джордж, который дал мощный толчок к развитию города Мадраса (форт располагался в стратегически важном месте — между голландской факторией в Пуликате и португальской факторией в Сан-Томе).
Экспансия англичан и голландцев вовсе не означала, что Моголы стали меньше интересоваться морской торговлей. В правление Шах-Джахана (1627—1658) члены правящей семьи, влиятельные вельможи и чиновники не только организовывали хадж в Мекку, но и активно строили торговые суда водоизмещением до тысячи тонн, а также вкладывали средства в закупку товаров и организацию морских экспедиций. К примеру, только в 1654—1655 годах 17 индийских кораблей вернулись в Сурат из Персидского залива и 12 — с Красного моря (пять из них принадлежали лично падишаху). Однако Моголы не имели своего военно-морского флота, из-за чего были уязвимы на море.
В северной части Бенгальского залива Шах-Джахан был вынужден бороться с португальцами, которые активно промышляли здесь пиратством (после того, как Бенгальский султанат в 1576 году перешёл под прямое управление Великих Моголов, португальцы смогли закрепиться в портах Читтагонга, Сатгаона и Хугли). После того, как падишаху удалось изгнать португальцев из Бенгалии, голландцы в 1656 году основали в Хугли свою факторию. Морскую торговлю Бенгалии с Персидским заливом и Аравией контролировали купцы из Мачилипатнама и Сурата, а бенгальские купцы предпочитали плавать на восток, от Бирмы до Филиппин. В Бенгалию из Южной Индии и Юго-Восточной Азии, с Шри-Ланки и Мальдивских островов ввозили олово, золото, драгоценные камни, корицу, перец, плоды ареки, кокосовое масло, койр, моллюсков каури и слонов, а экспортировали хлопчатобумажные и шёлковые ткани, сахар и опиум.
В 1661 году семь островов Бомбея, ранее принадлежавшие португальцам, достались английскому королю Карлу II в качестве приданого Екатерины Брагансской. В январе 1664 года армия маратхов под командованием полководца Шиваджи разбила небольшие силы Моголов и захватила процветающий Сурат (грабежи мусульманских купцов и чиновников продолжались шесть дней, две трети города было уничтожено в пожарах). В 1668 году Карл II сдал Бомбейские острова в аренду Британской Ост-Индской компании, которая в 1687 году перенесла свою индийскую штаб-квартиру из Сурата в Бомбей. Во время Деканских войн (1681—1707) Моголы опирались на флот чёрных мусульман сидди, который базировался на хорошо укреплённом острове Джанджира, южнее Бомбея. Во второй половине XVII века военно-морские силы сидди были сильнейшим флотом в Западной Индии после флотов европейцев. Они успешно сражались сперва с боевыми кораблями Шиваджи, затем с кораблями его старшего сына Самбхаджи, а также нередко конфликтовали с англичанами.
К концу XVII века Сурат оправился от нападения маратхов и вновь стал главным портом империи Великих Моголов. В городе проживало около 30 тыс. купцов, посредников и ростовщиков из числа мусульман и индусов. Богатейшим торговцем Сурата был Абдул Гафур, который происходил из влиятельной торговой касты бохра. Гафур сколотил огромное состояние на торговле между Индией и Красным морем, его флот насчитывал 17 судов общей грузоподъёмностью 5 тыс. тонн.
В 1693 году голландцы захватили Пондишери — столицу Французской Индии, однако в 1699 году были вынуждены вернуть порт обратно. В начале XVIII века англичане завершили строительство в Бенгалии форта Уильяма, который положил начало городу Калькутта. К концу первой трети XVIII века британский военно-морской флот стал самым могущественным в мире. В Индийском океане он использовал инфраструктуру Бомбейской флотилии, которая напрямую подчинялась руководству Британской Ост-Индской компании. Летом 1746 года французская эскадра под командованием Бертрана Франсуа де Лабурдонне захватила британский Мадрас, однако конфликт с генерал-губернатором Французской Индии Жозефом-Франсуа Дюплексом не позволил развить этот успех (по условиям Ахенского мирного договора Франция обязалась вернуть Великобритании Мадрас в обмен на канадский Луисбург).
Индийская кампания Семилетней войны началась с того, что британцы в 1757 году захватили французскую факторию Чанданнагар. С 1757 по 1759 год британская и французская эскадры сражались каждая за свою Ост-Индскую компанию и их союзников. Летом 1762 года британская эскадра вышла из Индии и в октябре захватила испанскую Манилу. Во время Войны за независимость США (1775—1783) французы и голландцы поставляли повстанцам оружие и боеприпасы. В отместку за это английские каперы и британский флот нападали на французские и голландские суда и фактории в Южной Азии. В 1782—1783 годах французская эскадра адмирала Пьера-Андрэ де Сюффрена провела у берегов Индии и Цейлона пять сражений с английской эскадрой адмирала Эдварда Хьюза и почти во всех одержала победу (из-за отсутствия форпоста Сюффрен был вынужден зимовать на голландской Суматре). В итоге британцы потеряли порт Тринкомали, захваченный ранее у голландцев, и так и не смогли захватить осаждённый Куддалор, а французы восстановили свою власть на индийском побережье.
После битвы при Плесси краеугольным камнем Британской Индии стало Бенгальское президентство. Из Калькутты корабли Ост-Индской компании вывозили шёлковые и хлопчатобумажные ткани, а также опиум, чай и пряности (опиум направлялся в Китай, остальные товары — преимущественно в метрополию, а также в другие британские колонии).
Британцы пытались систематизировать данные о побережье, течениях и ветрах, чтобы обезопасить судоходство вокруг Индии. В частности, гидрограф Ост-Индской компании Александер Далримпл изучил множество судовых журналов и составил более точные лоции Ост-Индии, а Фрэнсис Бофорт разработал шкалу оценки скорости ветра.
В Трафальгарском сражении французский военный флот потерпел сокрушительное поражение и британцы почти на век избавились от своего самого опасного соперника. В 1870 году британский пароход «Грейт Истерн» проложил подводный телеграфный кабель из Суэца через Аден в Бомбей. Телеграфом пользовались как колониальные чиновники и военно-морские офицеры, оперативно получавшие новости из Лондона, так и британские коммерсанты, которым стало проще узнавать прогнозы на урожай и корректировать цены на товары. В том же 1870 году на долю британского торгового флота приходилось 43 % совокупного мирового объёма грузов, и перевозки по Индийскому океану играли одну из главных ролей (к 1900 году эта доля возросла до 51 %).

## Аравия и окрестные воды
Важное место в посреднической торговле 1-го тысячелетия до н. э. занимало Сабейское царство, контролировавшее стратегически важный Баб-эль-Мандебский пролив. Сабеи издревле плавали на больших деревянных плотах и лодках, сделанных из шкур, не только вокруг Аравии, но и в Египет и Восточную Африку. Главными статьями экспорта себеев были мирра, ладан, бальзамин, кассия и корица, растущие на юге Аравийского полуострова. Согласно сочинениям Агатархида, во II веке до н. э. сабеи были богатейшим народом своего времени, а основными конкурентами Сабы были порты Харакс и Герра в Персидском заливе.
В эпоху Птолемеев купцы из южной Аравии регулярно посещали Египет, а некоторые даже бывали в Средиземном море, например, на Делосе. После завоевания Египта римляне попытались подчинить своему влиянию Аравию Феликс, однако Саба, Маин и Хадрамаут сумели сохранить свою независимость вплоть до экспансии Арабского халифата в VII веке. В отличие от корабелов Средиземноморья и Китая, которые применяли соединение «шип в гнездо» с помощью деревянных нагелей, судостроители Индийского океана сшивали корпуса судов верёвками из койра, пальмовых волокон либо крепкой травы. В западной части Индийского океана верёвки продевались в отверстия деревянной обшивки. Швы были видны и внутри, и снаружи корпуса, что придавало судам неопрятный вид.
В 525 году армия Аксумского царства при поддержке византийского флота из Клисмы свергла правящую династию Йемена и на пол столетия установила свой контроль над юго-западной Аравией. Перед этим византийский император Юстин I, желавший ограничить влияние Сасанидов на восточную торговлю, заключил союз с христианским негусом Эфиопии, который, в свою очередь, был недоволен гонениями на эфиопских купцов в оживлённом химьярском порту Моха. Император Юстиниан I хотел, чтобы аксумские и йеменские купцы покупали китайский шёлк на Шри-Ланке, миную персидских посредников, и продавали его напрямую византийцам. Однако в 570 году небольшой флот шахиншаха Хосрова I изгнал эфиопов и установил сасанидский протекторат над Йеменом.
Пока кровопролитные войны между Византией и Сасанидами ослабляли обе империи, на Аравийском полуострове образовался Арабский халифат, который под знаменем ислама начал грандиозные завоевания. Уже в 635 году мусульмане заняли Дамаск, в следующем году разбили византийцев на реке Ярмук. В 642 году арабы заняли Александрию, отрезав Византию от Индийского океана и христианской Эфиопии, а к середине VII века покорили Сасанидский Иран. Границы Омейядского халифата простирались от Индии на востоке до Испании на западе. Халиф Абдуль-Малик ибн Марван разрушил монополию Византии на чеканку золотой монеты и ввёл медно-серебряно-золотой стандарт.
Овладев портами Леванта и Египта, арабы получили опытных моряков и доступ к современным корабельным технологиям. Кроме того, арабы во многом перенимали византийский и отчасти персидский опыт в сфере морской и налоговой политики, а также в области административного устройства покорённых территорий и организации флота.
Однако почти все арсеналы Омейядского халифата находились в пределах Средиземного моря (крупнейшими были верфи в Тунисе, Александрии, Розетте, Дамиетте, Фустате, Акке и Тарсе), а в Красном море, южной Аравии и Персидском заливе имелись лишь небольшие ремонтные мастерские. Команды судов состояли преимущественно из греков и коптов, а также из мавла — принявших ислам народов, завоёванных арабами. В целом флот Омейядов комплектовался главным образом бедняками (меньше всего получали матросы, затем шли воины неарабского происхождения, а за ними — воины из числа аравийских арабов).
В арабском флоте, в отличие от византийского, существовала строгая специализация: капитан отвечал за судно с момента постройки и лично подбирал команду; ему подчинялись гребцы, матросы, которые смолили и ремонтировали судно, следили за парусами и провиантом, штурман, метеоролог и врач (они не принимали прямого участия в боевых действиях). Отдельный командир возглавлял корабельных воинов, которые в случае необходимости сражались, но не гребли.
После образования Аббасидского халифата Персидский залив превратился в главную торговую артерию для купцов из западной части Индийского океана. Почти вся торговля, проходившая через Красное море до завоевания Египта Фатимидами, находилась в руках купцов из Персидского залива. Главными портами на пути из Багдада в Александрию были Аден и Джидда, на рынках которых можно было встретить различные товары из Китая, Индии, Синда, Персии, Месопотамии, Египта, Эфиопии и Занзибара. Джидда ещё в 646 году указом халифа Усмана ибн Аффана стала главным портом для приёма паломников, следующих в Мекку. Во время хаджа в Джидду из Кальзума везли зерно и другие припасы, предназначенные для многочисленных паломников. Кроме того, в Джидду свозили товары, следовавшие из Египта или в Египет, поскольку купцы из Индийского океана опасались заходить в порты северной части Красного моря.
Пока Багдад оставался главным рынком сбыта Востока, Красное море являлось лишь боковой ветвью основного маршрута, шедшего в Персидский залив. Даже в Адене, который славился на всю Аравию богатством своего ассортимента, большинство товаров было из портов Персидского залива. Причём, это относилось не только к товарам из Китая и Индии, но даже товары из соседней Восточной Африки попадали в Аден через аббасидских купцов.
В X веке важное значение приобрёл порт Сухар, расположенный на берегу Оманского залива. Мореходы из Сухара регулярно посещали Персидский залив (Сираф и Басру), южную Аравию (Аден и Эш-Шихр), Красное море (Джидду), а также совершали дальние походы в Восточную Африку (вплоть до Софалы), Индию, на Шри-Ланку и Малайский полуостров. Согласно «Книге о чудесах Индии», многие купцы из Сухара занимались контрабандой и захватом чернокожих рабов.
На мусульманских торгово-пассажирских кораблях мужчины и женщины пребывали раздельно (закон предписывал селить мужчин и женщин на разных палубах и выделять женщинам отдельные туалеты). Согласно арабскому «Трактату об аренде судов», написанному в X веке, наиболее распространёнными товарами той эпохи были повседневные продукты питания (зерновые и бобовые, растительное масло, мёд, уксус, финики, оливки, изюм, соль), изысканные деликатесы (рис, люпин, рапс, фруктовые варенья, сыр, йогурт, масло, творог, грецкие орехи, фундук, орехи пинии, сушёное мясо, вяленая рыба, перец), домашние и экзотические животные, текстиль, различное сырьё, африканские и европейские рабы, драгоценные камни, золото и серебро.
О кораблях IX—X веков можно судить по судну, обнаруженному у острова Белитунг. Вероятно, оно было построено в районе Персидского залива из африканского красного дерева; кильсон изготовлен из доуссии, а бимсы — из индийского тика. Корабль имел длину до 22 метров, ширину — восемь метров, глубину корпуса — более трёх метров. Каркас был пришит непосредственно к доскам корпуса; верёвки проходили насквозь и были видны снаружи корпуса. Также в судостроении использовали железные скрепы (железо доставляли в Аравию из Восточной Африки). Согласно записям Абу Зайда аль-Балхи, оманские моряки плавали на Мальдивы за кокосовой пальмой, из которой изготовляли брус, доски, мачты, паруса и верёвки, а также загружали суда кокосовыми орехами. Швы между досками корпуса корабелы Персидского залива промазывали смесью на китовом жиру, а корабелы Южной Аравии — смесью извести и жира.
Арабский географ X века Шамсуддин аль-Мукаддаси сообщал о появлении в эту эпоху на корме вертикального руля, который начали использовать вместо рулевых вёсел и боковых рулей по сторонам корпуса. Рулевой слушал команды вперёдсмотрящего и с помощью верёвок направлял судно по нужному курсу. Также аль-Мукаддаси писал, что при прохождении Баб-эль-Мандебского пролива суда имели на борту вооружённых воинов и метальщиков «греческого огня».
В 985 году аль-Мукаддаси закончил свой трактат «Лучшее разделение для познания климатов», в котором использовал более ранние карты и лоции персов и индийцев (по-арабски эти лоции назывались рахмани, от персидского названия рахнаме — «книга пути»). Аль-Мукаддаси посетил многие порты Аравии от Красного моря до Персидского залива, где общался с моряками, купцами и береговой стражей. В своих трудах географ упоминает навигационные инструменты, которыми моряки пользовались для поиска удобных якорных стоянок, определения ветров, глубин и расчёта маршрутов от одного порта к другому.
В XII веке важную роль в торговой жизни Адена играли еврейские купцы и судовладельцы, многие из которых перебрались в Йемен из Египта и Персии. Аденские евреи занимались посреднической торговлей между Каиром, Восточной Африкой, Аравией, Индией и Мальдивами: они переправляли большие партии ротанговых циновок, древесины алоэ, кокосового волокна, сахара, изюма, кардамона, имбиря, перца кубеба, чёрного перца, манго, кокосовых орехов и железа, а также занимались поставками золота и дорогой бумаги. Некоторые из местных евреев достигали больших высот не только в коммерции. Например, Мадмун бен Хасан-Япет возглавлял порт Адена и договаривался с правителями соседних земель о безопасности морских экспедиций и сухопутных караванов.
В Аравийском море процветало торговое сотрудничество между представителями различных конфессий. Наиболее распространёнными были партнёрства на основе исламских норм — товарищества на вере (кирады) и группы судовладельцев, которые формировали совместные конвои (каримы). Нередко в такие конвои для защиты от пиратов объединялись арабские, еврейские и индийские купцы. Наибольшую опасность представляли многочисленные пираты, орудовавшие в Красном море (Фатимиды контролировали лишь северную часть моря, в южной части и Аденском заливе йеменские купцы были предоставлены сами себе). К началу XIII века практика торговых конвоев получила широкое распространение на морских путях между Египтом, Аденом и Индией.
Расцвет Адена как важнейшего торгового порта Южной Аравии пришёлся на правление династии Зурайидов (1083—1174), эмиры которой пополняли казну преимущественно с доходов от налогообложения импортных товаров. Хотя Аден и имел мощные крепостные сооружения, его влияние ослабляло отсутствие военного флота. В 1135 году эмир Киша, расположенного в Персидском заливе, потребовал от Зурайидов долю от доходов Аденского порта. Получив отказ, правитель Киша отправил 15 судов, которые два месяца грабили корабли, направлявшиеся в Аден. Ситуация изменилась, когда в Аден прибыли два судна богатого купца Рамишта, которые сумели отогнать флотилию Киша (согласно свидетельствам современников, Рамишт был одним из богатейших людей своего времени).
Султан Аль-Мансур Умар I, первый правитель из династии Расулидов (1229—1454), славился тем, что сильно ущемлял права купцов. В частности, он заставлял торговцев продавать ему перец из Индии, а затем выкупать его обратно за двойную цену. Кроме того, мера веса бохар при покупке перца равнялась 170 кг, а при продаже — уже 100 кг.
В XIV веке Расулиды изменили свою политику по отношению к купцам, что привело к расцвету Аденского порта и быстрому наполнению казны. Султаны отменили многие налоги, освободили некоторых купцов от части ввозных пошлин, а многих аденских судовладельцев удостоили государственных почестей. Слава о привлекательности Адена для торговцев и мореходов вскоре достигла всех крупнейших портов Индийского океана и Восточного Средиземноморья.
Порт Адена посещали корабли из Египта, Восточной Африки и Персии, а также суда торговцев-банья из Гуджарата и тамилов из Южной Индии. В Йемен привозили пряности, ценные породы древесины, железо, зерно, хлопок, различные ткани, керамику, волокна кокосовой пальмы для изготовления корабельных верёвок, а из Адена экспортировали арабских скакунов и благовония. Главным конкурентом Йемена был соседний Оман, который вывозил в индуистские царства Южной Индии лошадей, жемчуг и финики, взамен закупая гвоздику, кардамон и камфору.
Согласно текстам арабского путешественника и купца Ибн Баттуты, йеменские и индийские корабли типа дау или багала сшивались верёвками, что добавляло корпусу упругости при столкновении с рифами или отмелями. Верёвки изготавливали из кокосового волокна, а отверстия в корпусе заделывали смесью из копры, древесной смолы и извести.
В XV веке оманский кормчий и географ Ахмад ибн Маджид написал свой труд «Книга польз об основах и правилах морской науки», в котором перечислил необходимые навыки опытного капитана: умение ориентироваться по Солнцу, Луне и звёздам, знание береговых ориентиров и расстояний между портами, умение прокладывать маршруты и находить широту с помощью инструментов, знание различных примет и прогнозирование погоды по поведению рыб, птиц и морских животных, знание основных ветров, приливов и отливов, течений, островов, мелей и рифов вдоль маршрута плавания.
В начале XVI века в Индийском океане закрепились португальцы, которым противостояли Аден, Мамлюкский султанат и Османская империя. В январе 1507 года португальцы захватили Сокотру с целью блокировать Красное море от мусульманских купцов. В ответ османский султан Баязид II послал своих людей укрепить крепостные стены Джидды и вооружить флот мамлюков для отпора португальцам. Вскоре египетский флот разместился в Адене, а в марте 1508 года при поддержке кораблей Гуджарата и Каликута разбил португальцев в битве при Чауле. Однако португальцы быстро восстановили силы и в феврале 1509 года разгромили мусульман в битве при Диу. Это сражение наглядно показало, что лёгкие дау не могли на равных противостоять большим каравеллам, оснащённым артиллерией.
В 1513 году португальцы безуспешно попытались взять хорошо укреплённый Аден, а в 1517 году османы захватили Мамлюкский султанат. Отныне охрана мусульманских святынь Аравии легла на плечи турок, которые оказались в непосредственном соприкосновении с португальским флотом. Османские инженеры основательно перестроили военно-морские базы в Суэце, Джидде и на острове Камаран, а летом 1538 года османский флот захватил Аден, закрыв для португальцев Красное море. Через десять лет флотилия под командованием Пири-реиса была вынуждена отбивать Аден у восставших арабов и поддержавших их португальцев. Летом 1552 года османский флот осадил португальский форт в Маскате и вскоре захватил город, перекрыв португальцам доступ к Персидскому заливу.
В первой половине XVI века османы кропотливо выстаивали дипломатические отношения с мусульманскими странами от Африканского Рога и Южной Аравии до Индии и Суматры. Параллельно с этим османский флот провёл десятки битв с португальцами за контроль над портами Индийского океана, в том числе сражения за Суэц, Моху, Басру, Диу и Малакку. Не добившись существенных успехов в Юго-Восточной Азии и Индии, османы, тем не менее, закрепились в Йемене и Хадрамауте.
В 1554 году четыре османских галиота капитана Сефер-реиса атаковали португальцев на подступах к Диу и успешно ушли в Моху. Португальцы долго охотились за каперским флотом Сефер-реиса в Красном море, но он избегал открытых сражений, предпочитая устраивать засады на торговые караваны противника. Как ни старались португальцы, они не могли перекрыть большие поставки пряностей, которые шли через Красное море в Каир и через Персидский залив в Басру. В 1565 году Сефер-реис устроил рейд на португальские суда, ходившие вдоль берегов Восточной Африки, однако вскоре заболел и скончался в Адене.
Во второй половине XVI века самым оживлённым портом Красного моря являлась Джидда, в которой швартовались десятки судов с товарами и паломниками из Индии и Ачеха. К концу XVI века одним из крупнейших османских портов Индийского океана стала Моха, через которую на рынки Александрии шли индийские пряности и аравийский кофе. Тем временем соседний Аден пришёл в упадок, османы ссылали туда чиновников, впавших в немилость при дворе.
Почти на всём протяжении XVI века главные оманские порты Маскат, Сухар и Ормуз находились под контролем португальцев, однако в XVII—XVIII веках Оман оказался единственным государством в западной части Индийского океана, которое оказало сопротивление европейцам в открытом море. Организованная борьба против чужаков началась в конце XVI века, когда оманцы отбили Сухар. В 1622 году совместные силы Сефевидов и британцев захватили Ормуз, а в Омане в 1624 году к власти пришла династия Аль Йаруб, которая начала отвоёвывать у португальцев побережье.
Португальцы тратили много сил на соперничество с англичанами в Индии, из-за чего их влияние в Аравии и Персидском заливе неуклонно сокращалось. В правление Султана I оманцы создали сильный флот, а в 1650 году захватили Маскат и Матрах. После изгнания португальцев из Омана Султан I начал наступление на их опорные пункты в Индии и Восточной Африке. Оманские суда регулярно нападали на португальцев в море, а также атаковали их крепости на побережье Гуджарата и Конканском берегу. Достаточно окрепнув, оманцы стали взимать плату со всех торговых кораблей, которые заходили в Персидский залив. Усмирив местных пиратов, оманцы превратили Маскат в важный торговый порт, куда стекались купцы из Восточной Африки, Аравии, Персии и Индии.
В 1737—1738 годах войска персов разгромили оманский флот и опустошили аравийское побережье Персидского залива. В 1742 году персы вновь вторглись в Оман и, вмешавшись в конфликт между претендентами на оманский престол, захватили Маскат и Сухар. Однако местный правитель Ахмед ибн Саид собрал значительные силы и в 1744 году выбил персов из прибрежных районов Омана. После этого Ахмед ибн Саид воссоздал флот, разбил пиратов, которые нападали на торговые суда европейцев, персов и индийцев, установил порядок на морских путях вокруг Аравии и вернул оманцам контроль над островом Занзибар. В январе 1839 года англичане оккупировали Аден, который служил базой для пополнения запасов угля на морском пути из Египта в Британскую Индию.

## Восточная Африка
Судоходство вдоль побережья Восточной Африки существовало с доисторических времён. У некоторых типов судов (катамараны и суда с одним балансиром), распространённых вдоль побережья Восточной Африки, прослеживается индонезийское и индийское влияние. Суда с двумя поплавками на равном расстоянии от корпуса, известные от Индии до Мадагаскара, имеют много общего с однотипными судами из Юго-Восточной Азии. В 1-м тысячелетии до н. э. на Мадагаскар переселились выходцы из Индонезии (вероятно, с Калимантана), которые постепенно ассимилировали коренные племена острова. Несколько волн австронезийцев продолжали переселяться на Мадагаскар вплоть до X века н. э..
В эпоху поздних Птолемеев египетские и персидские суда заходили в порты Малао и Мосилон на Африканском Роге, которые служили западными конечными пунктами индоокеанской торговли. В римскую эпоху торговые суда спускались из Красного моря вдоль африканского побережья на юг до порта Рапта на территории современной Танзании. Кроме того, в начале 1-го тысячелетия из Юго-Восточной Азии в Восточную Африку были завезены таро, ямс и бананы; австронезийское происхождение имеют распространённые в Восточной Африке дудки с раструбом, щипковые инструменты наподобие цитры и ударные инструменты наподобие гамбанга.
Мореходы Юго-Восточной Азии познакомили восточноафриканских моряков со многими типами судов. Например, парусная лодка с балансиром нгавала широко встречается на архипелагах Ламу и Занзибар, вдоль побережья Мозамбика, на Мадагаскаре и Коморских островах. Она в мелких деталях повторяет практически аналогичные лёгкие лодки с острова Ява.
Манёвренная сшитая лодка мтепе водоизмещением около двадцати тонн ранее широко использовалась для торговли вдоль «суахильского побережья» (Кения, Танзания, северный Мозамбик и Коморы). Она считается прямым «потомком» древних индонезийских парусных лодок, на которых австронезийцы плавали к берегам Восточной Африки, и которые в ходе эволюции утратили балансиры. Как и на индонезийских судах, на носу и корме мтепе моряки изображали оберег в виде точки в круге, а не натуралистически нарисованный глаз. Ещё одной параллелью служит парус из плетённых циновок, а не их холста.
Мтепе являлся единственным типом грузового судна на всём «суахильском побережье», который не был связан с персидским или арабским происхождением. Сходство некоторых типов индонезийских и восточноафриканских судов указывает на то, что культурные контакты между этими регионами избежали влияния материковой Азии. Вероятно, в начале 1-го тысячелетия н. э. эти контакты через Индийский океан разделились на две отдельные ветви: одна связывала побережье Восточной Африки с портами Индостана, другая — с портами Юго-Восточной Азии.
К VIII веку Аксумское царство утратило былое могущество и на побережье севернее Африканского Рога стали доминировать купцы из Сирафа и Сухара. Они создали торговое поселение на Сокотре, откуда также совершали и грабительские набеги на африканское побережье. С VIII века купцы из Персидского залива и южной Аравии начали продвигаться к югу от Африканского Рога, распространяя среди местных народов ислам. Поначалу оманцы и персы селились преимущественно на защищённых островах вдоль побережья Кении и Танзании. Реже они возводили укреплённые фактории на побережье, но не пытались проникнуть вглубь материка.
В VIII—X веках многие порты пришлых мусульман были временными или строились из недолговечных материалов вроде соломы и древесины. Однако, несмотря на это, многие приморские города достигали значительных размеров, а некоторые из них послужили основой для ныне существующих городов. Важнейшими портами Восточной Африки на начальной этапе мусульманской экспансии были Могадишо и Софала, порты архипелага Ламу, порты на островах Пемба, Занзибар, Мафия и Килва, порты на острове Гранд-Комор. Хотя почти вся внешняя торговля находилась в руках оманцев и персов, основное население этих портов составляли африканцы, говорившие на суахили. К концу 1-го тысячелетия от южного Сомали до северного Мозамбика, а также на Коморских островах и северном Мадагаскаре суахили выступали в роли компрадоров и переводчиков между купцами из Персидского залива и местным бантуязычным населением.
Один из древнейших портов суахили обнаружен в селении Шанга на острове Пате (Ламу). Во время раскопок археологи нашли здесь персидскую керамику VIII века, пятничную мечеть и другие каменные здания XI века. Порт Килва достиг наибольшего расцвета в XIII—XVI веках, однако и здесь археологи обнаружили предметы из Персии, Аравии и Китая, датированные IX веком. Согласно местной хронике, Килву в X веке основали выходцы из Шираза (вероятно, персо-африканские метисы). В Софалу по рекам стекались золото и слоновая кость из внутренних районов Африки, до появления португальцев в конце XV века этот порт являлся юго-западной окраиной индоокеанской торговли.
В Восточной Африке торговали купцы не только из Персидского залива; имеются свидетельства, что сюда заходили корабли даже из Шривиджаи. Персы, арабы и индийцы вывозили из Африки главным образом золото, слоновую кость, панцири черепах, мангровую древесину и рабов, а завозили ткани, керамику, стекло, в том числе из Китая. Между 850 и 1000 годом только с Африканского Рога было вывезено около 2,5 млн чернокожих рабов. Хотя мусульмане разрешали рабам иметь семью, собственность и зарабатывать деньги, те всё равно принадлежали своим хозяевам (правда, многие успешные рабы выкупали свою свободу).
Согласно персидскому купцу Бузургу ибн-Шахрияру, который в X веке написал сборник рассказов «Книга о чудесах Индии», большинство мореходов, плававших в Восточную Африку, были из Сухара, Сирафа и Басры. Купцы вели меновую торговлю с многочисленными африканскими правителями, но не гнушались грабежей и захватов жителей в рабство. Марокканский купец Ибн Баттута между 1325 и 1354 годами предпринял путешествие из Танжера в Китай, по дороге посетив Момбасу.
В начале 1488 года экспедиция португальца Бартоломеу Диаша открыла мыс Доброй Надежды и первой из европейцев достигла Индийского океана. Первым португальским исследователем Восточной Африки был Перу да Ковильян (он же первым указал на возможность обогнуть Африку морем). За пять лет своего путешествия (1487—1491) Ковильян успел посетить Каир, Аден, Ормуз, Гоа, Каннанур, Каликут и Софалу в Мозамбике, а в 1493 году он отправился из Египта в Эфиопию, где и прожил до самой своей смерти в 1530 году. В январе 1498 года экспедиция Васко да Гама в составе четырёх кораблей обогнула Южную Африку и достигла побережья Мозамбика. Успешное освоение португальцами побережья Восточной Африки облегчалось тем, что местные племена знали арабский язык.
Эскадра Васко да Гама посетила остров Мозамбик, затем — порты Момбасу и Малинди, откуда с местным лоцманом отправилась в Южную Индию. Открытие нового морского пути в Индию разрушило арабо-венецианскую монополию на торговлю специями и превратило короля Мануэла I Счастливого в «повелителя мореплавания и торговли» Индийского океана.
В 1505 году флотилия вице-короля Индии Франсишку ди Алмейды разорила арабские крепости вдоль побережья, а также захватила остров Килва и Момбасу. В 1506 году португальцы под командованием Тристана да Кунья и Афонсу де Албукерке захватили процветающий остров Мозамбик, сделав его важным пунктом на торговом пути в Индию.
В первой трети XVI века в районе Африканского Рога началась Адало-эфиопская война, которая переросла в Португало-османскую войну (1538—1557). В 1529 году султан Адаля Ахмед ибн Ибрагим аль-Гази оккупировал Эфиопию. В 1541 году португальцы атаковали османские порты в Красном море и на обратном пути высадили десант в порту Массауа, который защищал турецко-арабский отряд. Португальцы под командованием Криштована да Гама двинулись на помощь христианской Эфиопии и в нескольких сражениях нанесли поражения мусульманам, однако вскоре были разбиты турецким подкреплением. В 1543 году в битве при Зэнтере эфиопско-португальские войска разгромили армию Адаля, которую вновь поддерживали османы.
В 1585 году османский флот захватил португальские порты Барауэ и Могадишо, однако в следующем году португальцы вытеснили османов из Килифи и Малинди. В марте 1589 года португальский флот, прибывший из Гоа, разбил османов и отвоевал Момбасу, после чего вернул себе контроль над побережьем Восточной Африки. Португальцы поддержали сохранивших им лояльность африканских правителей Малинди и Пембы, а мятежного правителя Ламу казнили.
В середине XVII века династия Аль Йаруб изгнала португальцев из Омана и начала наступление на их владения в Восточной Африке. В 1652 году оманцы выбили португальцев с островов Пемба и Занзибар, а в 1660 году напали на Момбасу, вынудив португальцев укрыться в форте Иисуса. Оманский флот состоял из кораблей, захваченных у португальцев, и купленных у англичан и голландцев (в команды оманцы нанимали и арабов, и африканцев, и даже европейцев). В 1698 году, после почти трёхлетней осады форта, оманцам всё же удалось захватить Момбасу. В том же году они вновь установили контроль над Занзибаром, превратив остров в крупнейший центр торговли рабами, специями и слоновой костью.
В конце XVII века вдоль побережья Восточной Африки расцвело пиратство. Англичане и американцы, которых вытеснили с Карибских островов, сделали своими новыми базами Мадагаскар и Коморские острова. Отсюда они нападали на торговые суда индийцев, арабов, персов и османов в Аравийском и Красном морях (маршрут их преступной активности известен как «Пиратский круг»). Самыми знаменитыми пиратами региона были Генри Эвери, Уильям Кидд и Томас Тью.
Весной 1728 года португальцы вернулись в Момбасу, но уже осенью 1729 года их вновь вытеснил из города оманский ливали. Во второй половине XVIII века британцы начали тщательное изучение гидрографии Индийского океана. В частности, инспектор Британской Ост-Индской компании Джеймс Реннел составил и в 1778 году опубликовал подробные карты побережья и течений Южной и Восточной Африки, в том числе впервые описал течение мыса Игольного.
В правление султана Саида ибн Султана оманские владения в Восточной Африке простирались от Сомали до Мозамбика. В 1840 году Занзибар стал постоянной резиденцией оманского султана, но после смерти Саида ибн Султана в 1856 году государство разделилось на две части — Оманский и Занзибарский султанаты. В 1875 году британцы захватили Момбасу, а в 1895 году Кения стала британской колонией. В августе 1896 года британская эскадра обстреляла дворец султана Занзибара и вынудила Халида ибн Баргаша укрыться в германском консульстве. После 38-минутной войны Занзибар капитулировал, а британцы, высадившие в столице десант, возвели на престол послушного султана Хамуда ибн Мухаммада ибн Саида.
В октябре 1935 года итальянские войска вторглись в Эфиопию, после оккупации которой в 1936 году была образована колония Итальянская Восточная Африка. Фактически под контролем итальянцев оказались Эритрея, Эфиопия и Сомали, а также оживлённый морской путь из Индийского океана в Красное море. Весной 1941 года британские войска и их африканские союзники начали контрнаступление из Кении и Судана и в ноябре 1941 года захватили последний итальянский оплот — город Гондэр.
В 1963 году Занзибар получил независимость от Британии, а в 1964 году в результате революции африканцы свергли султана и его арабское правительство (восстание сопровождалось массовым убийством арабов и индийцев, которые составляли привилегированный класс).

## Юго-Восточная Азия
Между полуостровом Малакка и островом Суматра расположен Малаккский пролив — главная судоходная артерия между Индийским и Тихим океанами. Во второй половине 1-го тысячелетия до н. э. торговые связи культуры Сахюинь простирались от островов Юго-Восточной Азии до Индии. В правление императора У-ди империя Хань уже имела регулярные торговые связи с Юго-Восточной Азией и Южной Индией. В I веке до н. э. китайские суда ходили от побережья Гуандуна и Гуанси до Сиамского залива, где торговцы по суше пересекали узкий перешеек Кра и таким образом оказывались на побережье Андаманского моря. Затем корабли «варваров» доставляли их в порт Канчипурам, который китайцы называли Хуанчжи. Из южных экспедиций купцы привозили жемчуг, стекло, драгоценные камни и экзотических животных, которые они обменивали на золото и шёлк. В эпоху Хань путешествия из портов Южного Китая и Северного Вьетнама в Восточную Индию и обратно продолжались от 10 месяцев до нескольких лет.
В конце I века ханьский посланник Гань Ин посещал парфянский порт Харакс (Тяочжи), пытаясь найти прямой торговый путь в Дацинь (Римскую империю). Согласно «Истории династии Поздняя Хань», в 166 году ко двору императора прибыло римское посольство от Марка Аврелия (вероятно, это были обычные купцы, для значимости назвавшиеся посланниками Рима). Важное значение в морской торговле между Римской империей, Персией, Индией и Китаем имел фунаньский порт Окео, располагавшийся на территории современной вьетнамской провинции Анзянг. Индийские торговые суда с одним муссоном прибывали в Окео, где сгружали товары и ждали обратного ветра. Китайские купцы ждали в порту своего муссона и отплывали с ним на север. Основными товарами, проходившими через Окео, были жемчуг, благовония, драгоценные камни, слоновая кость, золото и серебро.
Согласно данным, приводимым китайским послом Кан Даем, фунаньские суда III века имели 22 метра в длину и 2 метра в ширину. Нос и корма имели форму головы и хвоста рыбы. Моряки использовали длинные и короткие вёсла, а также шесты, достававшие до дна. Большие суда могли брать на борт до ста человек. Другой трактат III века («Описание необычных вещей южных областей») упоминает суда, известные как куньлунь бо. Они достигали в длину свыше 50 метров, возвышались над водой на 5 метров, вмещали до 700 человек и от 250 до 1000 тонн грузов. Куньлунь бо несли четыре косых паруса; схожие паруса имели суда, изображённые в Аджанте и Боробудуре (такие паруса позволяли плыть при сильном ветре, тогда как другие корабли вынуждены были убирать паруса).
В III веке торговцы и миссионеры вроде Кан Сэнхуэя открыли для себя морской путь для распространения буддизма из Индии в Китай. Согласно трудам буддийского монаха Фасяня к началу V века корабли, шедшие из Индии и Шри-Ланки в Китай, уже не двигались только вдоль побережья, а после прохождения Малаккского пролива шли напрямую через Южно-Китайское море в Гуанчжоу. Посреди пути моряки делали остановку в одном из портов Юго-Восточной Азии, где несколько месяцев ждали попутного ветра (обычно это были небольшие порты Явы или Калимантана, реже суда останавливались в Паньпань). Во время плавания мореходы ориентировались по солнцу и звёздам, а также по характерным ориентирам побережья. Прямое участие китайцев в южной торговле было минимальным, суда преимущественно принадлежали индийцам, малайцам, фунаньцам и тямам. Купцы, как и прежде, перевозили предметы роскоши для элиты, но с распространением в Китае буддизма росло число предметов культа, благовоний и свитков; среди пассажиров нередко встречались учёные и переводчики.
Корабелы Юго-Восточной Азии также скрепляли корпуса судов верёвками, но иначе, чем в Индии. Они не сверлили доски насквозь, оставляя видимые снаружи швы, а использовали более сложную технику: доски сшивались через отверстия, просверленные диагонально от внутренней стороны к торцу. При таком способе швы были заметны лишь изнутри корпуса. На внутренней стороне досок плотники вырезали выступы, в которых сверлили отверстия для сборки каркаса. Со временем корабелы стали использовать в торцах деревянные нагели, а в крупных судах совсем отказались от сшивания. Технология сшивания кораблей была общей для всей Юго-Восточной Азии (верхняя граница распространения этого способа проходила от северного Вьетнама через Хайнань до побережья Гуандуна).
В период династии Суй китайский флот процветал, но суда по-прежнему плавали преимущественно по рекам, каналам и вдоль морского побережья, а дальние морские экспедиции совершали как правило иноземцы из Юго-Восточной Азии.
С VII века начался подъём государства Шривиджая, которое занимало территорию южной Сумарты и западной Явы. Контролируя Малаккский и Зондский проливы, правители Шривиджаи фактически контролировали морскую торговлю между Индией и Китаем. Согласно записям китайского монаха Ицзина, в 670-х годах персидские и арабские корабли регулярно плавали из Гуанчжоу в Шривиджаю (Палембанг) и далее в Бенгалию и на Шри-Ланку. В промежутках между муссонами в приморских городах жили большие общины купцов и моряков из Китая, Тямпы, Индии, Персии и Аравии.
На Малайском полуострове существовали небольшие автономные княжества, периодически подпадавшие под власть Шривиджаи (в том числе Тамбралинга, Паньпань, Лангкасука, Кедах и другие). Суда, следовавшие из Китая, заходили в Кедах, откуда через Андаманские острова шли в бенгальский порт Тамралипти. На западном побережье полуострова, которое арабские источники называли Кала, мореходы закупали олово, чинили суда и ждали попутного ветра.
В результате масштабных войн на западных границах Китая во второй половине VIII века сухопутный Шёлковый путь стал слишком опасным, что привело к расцвету морской торговли между Багдадом, Южной Индией и Танским Китаем. На торговых маршрутах через Юго-Восточную Азию долгое время доминировали персидские и арабские купцы, однако в 758 году они подняли мятеж в Гуанчжоу и вскоре были изгнаны из города. В 760 году китайская армия истребила в крупном танском порту Янчжоу несколько тысяч персидских купцов, что вынудило персов и арабов окончательно перебраться из Китая в порты Северного Вьетнама.
Ещё один чувствительный удар по внешней торговле империи Тан был нанесён в 879 году, когда армия мятежного полководца Хуан Чао после длительной осады захватила Гуанчжоу, где истребила около 120 тыс. мусульман, иудеев, христиан и парсов (это были преимущественно купцы и моряки, участвовавшие в торговле между Китаем и Юго-Восточной Азией). В последующие десятилетия Танский Китай охватил упадок, а чиновники в Гуанчжоу требовали с иностранных купцов кроме официальных пошлин ещё и крупные взятки. Нередко китайские чиновники просто грабили иностранцев, отбирая грузы у купцов из Индии, Сирафа и Омана.
К началу X века танские купцы уже самостоятельно бороздили южные моря, их влияние ощущалось во многих портах от Южной Индии до Японии. Из провинций восточного и южного Китая в Юго-Восточную Азию и Индию везли керамику (чаши, кувшины, чернильницы, в том числе дорогую керамику, расписанную синим кобальтом, а также чаши с исламскими мотивами для рынков Персии и Аббасидского халифата), шёлк, свинец в слитках (он служил одновременно и товаром, и балластом), металлические изделия (серебряные предметы с золотой гравировкой, золотые чаши для вина) и пряности (главным образом бадьян).
В конце X века Шривиджая вступила в войну с государством Матарам, которое занимало центральную и восточную часть Явы. Обе державы боролись за контроль над морскими путями в восточной части архипелага, особенно над поставками пряностей с Молуккских островов. Главный порт Матарама располагался в устье реки Брантас (в районе современного города Сурабая). Согласно надписям IX—X веков, сюда заходили суда с Малабарского и Коромандельского побережий южной Индии, со Шри-Ланки, из Бенгалии, Бирмы, Камбоджи и Тямпы. В Восточной Яве азиатские купцы закупали пряности (прежде всего гвоздику, мускатный орех и мацис), а также ценные породы дерева.
В 1025 году мощный флот Чола по приказу царя Раджендры I совершил поход против Шривиджаи и её вассалов на Малайском полуострове. Были разорены 14 городов морской державы, в том числе Кадарама (Кедах), Палембанг, Лангкасука и Тамбралинга, а также захвачен в плен правитель Кадарамы. Ущерб был столь велик, что порты Шривиджаи почти прекратили торговлю с Гуанчжоу (Шривиджая отправила своих послов в Китай лишь в 1028 году).
После морских набегов Чола правители Шривиджаи перенесли столицу в Джамби и значительно ослабили своё влияние на вассалов с Малайского полуострова. Несмотря на это, в первой половине XI века основными игроками на торговом пути из Индии в Китай были Тямпа, арабы, Шривиджая (Суматра), Матарам (Ява) и Чола (Южная Индия). Суда из Персидского залива, Индии и Юго-Восточной Азии по-прежнему следовали преимущественно в китайские порты Гуанчжоу и Янчжоу.
О кораблях Юго-Восточной Азии можно судить по барельефам IX века из буддийского храмового комплекса Боробудур, возведённого правителями государства Матарам. На этих барельефах изображены пять больших судов с короткими балансирами (возможно, они были установлены по обе стороны корпуса) и два маленьких судна без балансиров. Большие суда имели по две двуногие мачты, на которых крепились прямоугольные паруса. При движении с попутным ветром паруса располагались впереди мачты, перпендикулярно корпусу. Также суда имели бушприты и четырёхугольные передние паруса. В средней части палубы имелись надстройки с острой крышей, а вдоль бортов были установлены высокие ограждения для защиты команды во время нападений.
Согласно китайским источникам, части кораблей в Юго-Восточной Азии скрепляли между собой верёвками, сделанными из волокон кокосовой пальмы, и деревянными нагелями. Их вставляли в отверстия, просверленные в торце досок. Корпуса изготавливали из нескольких слоёв тонких досок. Железные гвозди и скобы практически не использовали для крепежа до XVI века.
Сшитые корабельные корпуса были распространены по всей Юго-Восточной Азии вплоть до побережья Южного Китая. Большие торговые суда имели по две и более мачты, на которых крепились как косые паруса (известны в регионе с III века), так и прямоугольные. Согласно изображению на фризе храмового комплекса Байон, уже в XII веке мореходы Юго-Восточной Азии знали люгерный четырёхугольный парус, который устанавливался на рейке и гике, отходящих от мачты.
В эпоху династий Тан и Сун основными статьями китайского импорта были дорогие сорта древесины (сандаловое дерево и палисандр из Индии и Индонезии, алойное дерево из Вьетнама, камфорное дерево из Индонезии), изделия из дерева (резная мебель, сундуки, статуи и шкатулки, ароматические палочки и масла, лекарственные средства), а также различные деликатесы и диковинные животные (например, слоны и птицы из Индонезии). Из сунских портов Гуанчжоу, Цюаньчжоу, Фучжоу, Ханчжоу, Минчжоу и Янчжоу в Юго-Восточную Азию и Индию вывозили шёлк, керамику, бронзовые изделия (в том числе колокольчики), бумагу, чай и медь. Ведущую роль в торговле между Китаем и Юго-Восточной Азией играли купцы и компрадоры из числа хокло (уроженцы южной части провинции Фуцзянь, также известные как фулао и хоккиен).
В период династии Южная Сун (1127—1279) произошло возрождение морской торговли Китая, важное значение приобрёл порт Вандон (территория современной вьетнамской провинции Куангнинь). Сюда заходили морские суда арабов и персов, следовавшие из Индии через Малаккский пролив в Китай, торговые суда тямов, кхмеров, малайцев и яванцев, совершавшие каботажные перевозки вдоль восточного побережья Вьетнама, а также речные суда из Юньнани.
Однако ведущую роль во внешней торговле династии Южная Сун играл порт Цюаньчжоу, который потеснил даже столицу империи — портовый город Линьань (Ханчжоу). В Цюаньчжоу стекались арабские, персидские, тамильские и малайские корабли, а местные купцы из числа хокло монополизировали импорт товаров из Юго-Восточной Азии. Обычно они плавали к портам Малайского полуострова, Суматры и Явы, но иногда заходили и в порты Южной Индии. На рынках Юго-Восточной Азии хокло закупали как местные товары, так и привезённые из западной части Индийского океана (в основном предметы роскоши, такие как жемчуг, драгоценные камни и перья экзотических птиц, а также яванский чёрный перец, бетель, аравийский ладан, амбру из Сомали, панцири черепах, палисандр и сандал). Основными статьями китайского экспорта по прежнему были шёлковые ткани, в том числе парча, а также фарфоровые и лаковые изделия.
В начале XIII века мореходы Индийского океана узнали от китайцев «мокрый» компас, по которому определяли юг (он представлял собой железную иглу, воткнутую в стебель тростника, который опускали в сосуд с водой так, чтобы игла плавала на поверхности). В это же время в Средиземноморье был изобретён «сухой» компас, однако в Азии он появился лишь в начале XVI века благодаря португальцам. Капитаны Юго-Восточной Азии пользовались «мокрым» компасом лишь тогда, когда невозможно было ориентироваться по звёздам из-за пасмурной погоды. Согласно свидетельствам венецианского купца Марко Поло, в правление монгольского хана Хубилая Цюаньчжоу (Зайтон) продолжал оставаться главным портом для торговых кораблей, приходивших в Китай из Индии.
В 1267 году в северной части Суматры образовался султанат Самудра Пасай, который вскоре стал важным транзитным центром. Через порты султаната шли активные поставки перца на рынки Китая и арабского мира, сюда заходили корабли мусульманских купцов из Бенгалии, Гуджарата, Аравии и Восточной Африки. Для оптовых торговцев единая религия облегчала заключение сделок, а правители были заинтересованы в увеличении морской торговли.
В конце 1292 года флот империи Юань вышел из Цюаньчжоу и в начале 1293 года китайские войска вторглись на Яву. После разгрома государства Кедири флот вернулся в Китай, а правитель государства Сингасари Виджая основал мощную морскую империю Маджапахит. Яванские купцы контролировали доступ к Молуккским островам и перепродажу товаров со всего Индонезийского архипелага (пряности, рис, сандаловое дерево, воск и масло дерева массойя).
В 1377 году войска Маджапахита завоевали Палембанг и фактически уничтожили некогда могущественную Шривиджаю. В начале XV века суматранский правитель Парамешвара, спасаясь от преследований яванцев, бежал на Малайский полуостров, где основал порт Малакка. В 1414 году он принял ислам и под именем Искандар-Шах стал во главе Малаккского султаната. Основные доходы новое государство получало благодаря международной торговле, проходившей через Малаккский пролив. Западные товары султаны обкладывали определёнными таможенными пошлинами, а восточные товары из Китая, Тямпы, Камбоджи и Аютии имели право покупать по ценам ниже рыночных. Кроме того, султаны Малакки имели собственные торговые суда и вкладывали свои средства в коммерческие операции.
Со временем в Малакке выросли процветающие кампонги — кварталы иноземных купцов из Гуджарата (до прихода португальцев гуджаратские мусульмане были самым влиятельным купеческим сообществом города), Тамилнада, Бенгалии, Фуцзяни и Лусона. Каждая община имела своего представителя в порту, который отвечал перед султаном за поведение соотечественников. К середине XV века в султанате был составлен Малаккский кодекс — один из старейших сборников морского права, основанного на фикхе. Среди прочего, этот свод законов регулировал взаимоотношения мужчин и женщин на борту судна, регламентировал меры веса и длины, порядок спасения и возвращения кораблей, унесенных штормом, права и обязанности капитана корабля и его помощников.
В правление китайских императоров Юнлэ (1402—1424) и Сюаньдэ (1425—1435) империя Мин снарядила семь крупномасштабных морских экспедиций под командованием Чжэн Хэ. Огромный парусный флот посетил крупнейшие порты Юго-Восточной Азии, Индии, Персидского залива, Красного моря и Восточной Африки. Первые три экспедиции (1405—1411) прошли через Малаккский пролив и дошли до южноиндийского порта Каликут; следующие четыре экспедиции (1413—1433) также проследовали через Малаккский султанат, но побывали ещё дальше — в Ормузе, Адене, Джидде, Могадишо, Барауэ и Малинди. Во время первой экспедиции Чжэн Хэ разгромил пиратскую флотилию, которая базировалась в Палембанге и подчинялась беглецу из Китая. Кроме того, минский флот атаковал претендента на престол султаната Самудра Пасай на Суматре и правителя Райагамы на Шри-Ланке. Однако Китай не воспользовался плодами экспедиций Чжэн Хэ: последующие императоры династии Мин наложили запрет на морскую торговлю, а также запретили иностранным купцам посещать Поднебесную (лишь в середине XVI века португальцам разрешили торговать в Макао, а в 1567 году китайским купцам вновь позволили контакты с иностранцами).
В то же время экспедиции Чжэн Хэ оказали большое влияние на экономику и политику Юго-Восточной Азии: государства Малайского полуострова и Индонезии стали активно использовать медные китайские монеты, что стимулировало рост торговли, а вскоре начали чеканить и собственную оловянную монету. Переход с товарных на денежные отношения позволил местным правителям собирать больше налогов и финансировать крупные строительные проекты. Во всех крупнейших портах Юго-Восточной Азии процветали сообщества хуацяо, особенно выходцев из Южного Китая, которые в ответ на запрет морской торговли были вынуждены эмигрировать. Часть китайцев принимала ислам, что облегчало им ведение торговли с арабскими и персидскими купцами.
В августе 1511 года эскадра Афонсу де Албукерке захватила Малакку, которая стала центром португальских владений в Юго-Восточной Азии. В 1512 году Франсишку Серран достиг Молуккских островов, что позволило португальцам торговать мускатным орехом, гвоздикой и корицей в обход арабских купцов. Начиная с 1523 года ежегодно португальское торговое судно следовало с Гоа на Тернате за грузом пряностей. В 1557 году португальцы основали постоянное поселение в Макао, после чего наладили прибыльную торговлю пряностями, мускусом, сандаловым деревом, ладаном, шёлком и фарфором между Индией, Юго-Восточной Азией, Южным Китаем и Западной Европой.
В 1562 году Ачехский султанат попросил у османов оружие для борьбы с португальской Малаккой, которой он временами вынужден был выплачивать дань. Сулейман Великолепный послал на Восток своего представителя Лутфия и восемь опытных оружейников. По дороге в Ачех Лутфий заручился поддержкой мусульманских купцов Индии и Шри-Ланки, после чего борьба с португальцами в регионе заметно активизировалась. Вскоре османы прислали в Ачех много боеприпасов и больших бомбард, а также артиллеристов и сапёров, которые в 1568 году приняли участие в неудачной осаде Малакки.
Хотя османы не смогли захватить Малакку, осада города помешала португальцам вовремя послать подкрепление на Молуккские острова. В ходе восстания местные мусульмане изгнали португальцев с Тернате и те были вынуждены перебраться на Амбон. Несмотря на наличие негативных аспектов в колониальной политике португальцев, они способствовали возрождению торговых путей в Юго-Восточной Азии, которые несколько угасли после сокращения морской торговли империи Мин со второй половины XV века. Кроме португальцев, большим влиянием в Юго-Восточной Азии продолжали пользоваться купцы из Гуджарата, Тамилнада, Персии и Аравии. Их процветающие общины имелись в крупнейших портах региона — Малакке, Кедахе, Самудра Пасай, Ачехе, Мергуи и Пегу.
Изначально британцы и голландцы знакомились с Индийским океаном, нанимаясь на португальские суда матросами и солдатами. Лишь в 1592 году первое английское судно под командованием Джеймса Ланкастера обогнуло Африку и добралось до Малайского полуострова. В 1596 году Яву, Мадуру и Бали посетила первая голландская экспедиция, которую возглавлял Корнелис де Хаутман. В 1600 году в Лондоне была основана Британская Ост-Индская компания, а уже в 1602 году первая флотилия компании под командованием всё того же Ланкастера достигла Суматры. Британцы заключили союз с султаном Ачеха, основали факторию в Бантаме и закупили большую партию пряностей. В том же 1602 году в Амстердаме Генеральные штаты учредили Голландскую Ост-Индскую компанию.
С начала XVII века в Юго-Восточную Азию, и прежде всего к Островам пряностей, потянулись сотни английских и голландских кораблей. Острая конкуренция между европейскими купцами и компаниями взвинтила цены на пряности в Азии, но снизила их на рынках Европы. Голландский адмирал Якоб ван Хемскерк основал фактории в портах Гресик (Восточная Ява) и Паттани (Малайский полуостров), а 25 февраля 1603 года при поддержке джохорских галер захватил португальское торговое судно «Санта-Катарина», которое следовало из Макао в Малакку.
Товары с «Санта-Катарины» (шёлк, фарфор, камфора, алоэ и сахар) были проданы на аукционе в Амстердаме за 300 тыс. гульденов, что равнялось стоимости 50 купеческих домов. Именно после эпизода с захватом «Санта-Катарины» голландский юрист Гуго Гроций, работавший на Ост-Индскую компанию, заложил основы международного морского права, изложенные в трактате «О праве добычи» (глава «Свободное море» была издана отдельно в 1609 году).
В 1605 году голландцы вытеснили португальцев с Молуккских островов, однако вскоре вступили в конфликт с британцами. Чтобы не обострять отношения с союзниками, голландцы выделили англичанам фиксированную долю в торговле пряностями, взамен попросив финансировать некоторые голландские гарнизоны. В 1619 году генерал-губернатор Голландской Ост-Индии Ян Питерсзоон Кун заложил крепость Батавию, которая вскоре стала административным центром колонии и крупнейшим торговым центром Индонезийского архипелага. Внутри городских стен селились голландские чиновники и зажиточные китайцы, а за городской чертой располагались кварталы яванцев, мадурцев, балийцев, бугийцев и амбонцев. Суда из Батавии ходили не только в Европу, но и связывали колонию с Китаем и Японией.
Большинство азиатских товаров голландцы и англичане закупали на серебряные слитки или меняли на другие товары внутри огромного азиатского рынка. Из Японии в Батавию везли серебро, золото, медь и керамику, из Индии — ткани, с Молуккских островов — пряности. Важными партнёрами голландцев были купцы из Гуджарата, регулярно приплывавшие в Ачех и Бантам. С 1620 по 1700 год внешнеторговый оборот Голландской Ост-Индской компании вырос с 3 млн до 15 млн флоринов. При этом доля перца и других пряностей сократилась с 75 % до 25 %, а доля шёлка и других тканей возросла с 16 % до более чем 50 %.
После того, как в 1683 году власти империи Цин ослабили ограничения, касающиеся морской торговли, в портах Юго-Восточной Азии осели тысячи купцов из Фуцзяни и Гуандуна. Китайские кварталы Малакки и Батавии были важными торгово-финансовыми центрами региона. Конкуренцию голландцам и китайцам составляли мореходы бугийцы, которые активно торговали между Сулавеси, Суматрой и Малайским полуостровом. В XVIII веке основными товарами Голландской Ост-Индской компании были индийские ткани, индонезийские пряности и китайский чай.
В начале XIX века Юго-Восточную Азию начали активно осваивать американские купцы, среди которых доминировали коммерсанты из Салема и Бостона. Они закупали перец на Суматре, чай, шёлк и фарфор в Китае и даже кофе в Йемене. В 1819 году Стэмфорд Раффлз арендовал у султана Джохора остров Сингапур и основал на нём английскую факторию. Вскоре Сингапур затмил соседнюю Малакку в качестве главного торгового порта Малаккского пролива, а в 1867 году официально стал британской колонией.
В первой четверти XIX века в Юго-Восточной Азии курсировали сотни китайских джонок, которые доминировали на рынке коммерческих перевозок (часть из них плавала под флагом Британской Ост-Индской компании). Англичане, испытывавшие дефицит серебряных слитков, стали обменивать китайский чай на бенгальский опиум. Оборот опиумной торговли возрос настолько, что Ост-Индская компания не только перестала завозить в Азию серебро из Лондона, но и начала вывозить в метрополию китайское серебро. Маршрут Калькутта — Сингапур — Гуанчжоу, которым завозили опиум и ткани, а вывозили чай и серебро, стал самым оживлённым в регионе.
В середине XIX века регулярные рейсы пароходной компании Peninsular and Oriental связывали Сингапур с Британской Индией, Британским Гонконгом и Австралией. В 1866 году ливерпульский коммерсант Альфред Холт основал компанию Blue Funnel Line, пароходы которой, оснащённые новыми компаунд-двигателями высокого давления, быстро покорили Индийский океан. Суда Blue Funnel Line без остановки шли из Британии до острова Маврикий, там пополняли запасы угля и далее следовали в Пинанг, Сингапур и Гонконг, однако после открытия Суэцкого канала (1869) отпала необходимость огибать Южную Африку.
7 декабря 1941 года, одновременно с нападением на Перл-Харбор, японская авиация подвергла бомбардировке британский Сингапур. 8 декабря 1941 года началось японское вторжение в Британскую Малайю, а 10 декабря японцы потопили у Малайского полуострова гордость британского флота — линкор «Принц Уэльский» и крейсер «Рипалс». В феврале 1942 года японцы захватили Сингапур, взяв в плен 80 тыс. британских военнослужащих. После этого они без особого труда оккупировали Голландскую Ост-Индию и Бирму. Японские танкеры стали поставлять в метрополию индонезийскую нефть, что обеспечило Японию важным сырьём.

## Новейшее время
После Второй мировой войны Индийский океан, а особенно район Персидского залива, становился ареной нескольких вооружённых конфликтов, которые нередко нарушали коммерческое судоходство. Наиболее негативное влияние на торговые маршруты и портовую инфраструктуру региона имели Суэцкий кризис (1956—1957), Индо-пакистанская морская война (1971), гражданская война в Мозамбике (1976—1992), Ирано-иракская война (1980—1988), гражданская война в Сомали (с 1988), способствовавшая активизации сомалийских пиратов, война в Персидском заливе (1991—1992), Ханишский конфликт (1995), пиратство в Малаккском проливе (со второй половины 1990-х), Эфиопо-эритрейский конфликт (1998—2000), Иракская война (2003—2011) и гражданская война в Йемене (с 2014).
Появление в 1950-х годах первых контейнеровозов привело к тому, что в бассейне Индийского океана стали строиться принципиально иные порты (контейнерные терминалы), в большинстве своём вынесенные за городскую черту. В начале 1960-х годов в мире начали строить большие нефтеналивные танкеры VLCC (дедвейтом до 250 тыс. тонн), предназначенные для перевозок из Персидского залива в Японию. После арабо-израильской Шестидневной войны Суэцкий канал был закрыт на шесть лет, что вынудило танкеры, идущие из Персидского залива в Европу и Америку, огибать Южную Африку. Чтобы компенсировать затраты на более длительные переходы, с конца 1960-х годов начали производить ещё более крупные танкеры ULCC (дедвейтом свыше 250 тыс. тонн).
Однако глубокая осадка супертанкеров значительно ограничила число портов для их разгрузки. В 1990-х годах наступила эра судов «Постпанамакс», то есть грузовых кораблей, размеры которых превышали старый стандарт «Панамакс». К середине 1990-х годов Сомали утратила признаки центральной власти и в стране установился хаос. Воспользовавшись безвластием в стране, побережье заняли иностранные рыболовные флотилии. В ответ сомалийские рыбаки стали нападать на иностранные рыболовные суда и требовать выкуп за захваченные команды.
Очень скоро к этому «бизнесу» подключились влиятельные полевые командиры Сомалиленда и Пунтленда, которые стали захватывать проходящие мимо контейнеровозы, танкеры, круизные лайнеры и частные яхты под различными флагами. В 2007 году через порт Сингапура прошло 28 млн TEU, что составляло свыше 10 % мирового объёма контейнеров. Многие контейнеры перегружались в Сингапуре с трансокеанских судов на местные рейсы в Юго-Восточную Азию, Австралию, Китай и Индию.
Согласно данным Американской ассоциации портовых властей за 2016 год крупнейшими портами Индийского океана по общему грузообороту были Сингапур (Сингапур), Порт-Хедленд (Австралия), Порт-Кланг (Малайзия), Дубай (Объединённые Арабские Эмираты), Дампир (Австралия), Джохор-Бару (Малайзия), Ричардс-Бей (ЮАР), Парадип (Индия), Коломбо (Шри-Ланка) и Бендер-Аббас (Иран). Крупнейшими контейнерными портами Индийского океана были Сингапур, Дубай, Порт-Кланг, Джохор-Бару, Хаур-Факкан (ОАЭ), Нави-Мумбаи (Индия), Джидда (Саудовская Аравия), Салала (Оман), Дурбан (ЮАР) и Читтагонг (Бангладеш).
Основные товарные потоки включают в себя контейнеры с потребительскими товарами, которые следуют из Китая, Японии, Южной Кореи и Юго-Восточной Азии в Индию, страны Персидского залива и Европу (через Суэцкий канал); сырую нефть и сжиженный природный газ, которые следуют из стран Персидского залива, Юго-Восточной Азии и Австралии в Европу, Индию, Китай, Южную Корею и Японию; металлургическое и химическое сырьё (железная руда, бокситы, каменный уголь, соль), которые следуют из Австралии, ЮАР и Индии в Китай, Южную Корею и Японию; сельскохозяйственное сырьё и товары (пальмовое масло, рис, фрукты, охлаждённое мясо, морепродукты, каучук, древесина), которые следуют из стран Юго-Восточной Азии и Австралии в Китай, Индию, страны Персидского залива и Европы.
Индийский океан стал ключевым звеном «Морского шёлкового пути», который связал порты Китая и Европы. Важнейшими узлами этого маршрута являются порты Джакарты, Порт-Кланга, Читтагонга, Коломбо, Хамбантоты, Карачи, Гвадара, Момбасы и Обока, а также Пирейский порт в Греции. Активную роль в продвижении «Морского шёлкового пути» играют китайские портовые операторы China Merchants Port (входит в состав группы China Merchants), Hutchison Port (входит в состав группы CK Hutchison Holdings), China COSCO (входит в состав группы COSCO) и Orient Overseas Container Line (входит в состав группы Orient Overseas).
Важным звеном «Морского шёлкового пути» является Суэцкий канал, через который проходит большинство грузов, следующих из Азии в Европу и обратно. В 2004 году в Порт-Фуаде начал работу Суэцкий контейнерный терминал. Крупнейшими акционерами этого комплекса являются голландская компания APM Terminals (дочерняя структура датской группы Maersk) и китайская группа COSCO. В августе 2015 года было открыто новое русло Суэцкого канала, что позволило ускорить прохождение судов в обе стороны. По состоянию на 2019 год на Суэцкий канал и Красное море приходилось 10—12 % мирового морского грузооборота.
В 2023 году участились нападения хуситов на торговые суда в Красном море.

### На русском языке
- Линкольн Пейн. Море и цивилизация. Мировая история в свете развития мореходства. — Москва: АСТ, 2017. — ISBN 9785171032388.

### На английском языке
- Edward A. Alpers. The Indian Ocean in World History. — Oxford University Press, 2013. — ISBN 9780199929948.
- Ruth Barnes, David Parkin. Ships and the Development of Maritime Technology on the Indian Ocean. — Routledge, 2015. — ISBN 9781317793427.
- K. N. Chaudhuri. Trade and Civilisation in the Indian Ocean: An Economic History from the Rise of Islam to 1750. — Cambridge University Press, 1985. — ISBN 9780521285421.
- Matthew Adam Cobb. The Indian Ocean Trade in Antiquity: Political, Cultural and Economic Impacts. — Routledge, 2018. — ISBN 9781351732444.
- Richard Hall. Empires of the Monsoon: A History of the Indian Ocean and Its Invaders. — HarperCollins, 1996. — ISBN 9780002159715.
- Milo Kearney. The Indian Ocean in World History. — Routledge, 2004. — ISBN 9781134381746.
- Kenneth McPherson. The Indian Ocean: A History of People and the Sea. — Oxford University Press, 1997. — ISBN 9780195642438.
- Michael Pearson. Port Cities and Intruders: The Swahili Coast, India, and Portugal in the Early Modern Era. — Johns Hopkins University Press, 2003. — ISBN 9780801872426.
- Michael Pearson. The Indian Ocean. — Routledge, 2003. — ISBN 9781134609598.
- Michael Pearson. Trade, Circulation, and Flow in the Indian Ocean World. — Springer, 2016. — ISBN 9781137566249.